# فهرست سیارک‌ها (۱۴۰۰۱–۱۵۰۰۱)
فهرست سیارک‌ها (۱۴۰۰۱ - ۱۵۰۰۱) فهرست سیارک‌ها از ۱۴۰۰۱ تا ۱۵۰۰۱ است.
| نام   | نام انگلیسی     | تاریخ کشف       |
| ----- | --------------- | --------------- |
| ۱۴۰۰۰ | 1993 KR         | ۲۶ مه ۱۹۹۳      |
| ۱۴۰۰۲ | 1993 LW1        | ۱۵ ژوئن ۱۹۹۳    |
| ۱۴۰۰۳ | 1993 OO4        | ۲۰ ژوئیه ۱۹۹۳   |
| ۱۴۰۰۴ | 1993 SK2        | ۱۹ سپتامبر ۱۹۹۳ |
| ۱۴۰۰۵ | 1993 SO3        | ۲۲ سپتامبر ۱۹۹۳ |
| ۱۴۰۰۶ | 1993 SA4        | ۱۸ سپتامبر ۱۹۹۳ |
| ۱۴۰۰۷ | 1993 TH14       | ۹ اکتبر ۱۹۹۳    |
| ۱۴۰۰۸ | 1993 TD17       | ۹ اکتبر ۱۹۹۳    |
| ۱۴۰۰۹ | 1993 TQ36       | ۱۳ اکتبر ۱۹۹۳   |
| ۱۴۰۰۹ | 1993 UL         | ۱۶ اکتبر ۱۹۹۳   |
| ۱۴۰۰۹ | 1993 US         | ۲۲ اکتبر ۱۹۹۳   |
| ۱۴۰۰۹ | 1993 XG         | ۶ دسامبر ۱۹۹۳   |
| ۱۴۰۰۹ | 1993 YF         | ۱۷ دسامبر ۱۹۹۳  |
| ۱۴۰۱۴ | Munchhausen     | ۱۴ ژانویه ۱۹۹۴  |
| ۱۴۰۱۵ | 1994 BD4        | ۱۶ ژانویه ۱۹۹۴  |
| ۱۴۰۱۶ | Steller         | ۱۶ ژانویه ۱۹۹۴  |
| ۱۴۰۱۶ | 1994 NS         | ۴ ژوئیه ۱۹۹۴    |
| ۱۴۰۱۸ | 1994 PM14       | ۱۰ اوت ۱۹۹۴     |
| ۱۴۰۱۹ | 1994 PP16       | ۱۰ اوت ۱۹۹۴     |
| ۱۴۰۲۰ | 1994 PE18       | ۱۰ اوت ۱۹۹۴     |
| ۱۴۰۲۱ | 1994 PL20       | ۱۲ اوت ۱۹۹۴     |
| ۱۴۰۲۲ | 1994 PW27       | ۱۲ اوت ۱۹۹۴     |
| ۱۴۰۲۳ | 1994 PX31       | ۱۲ اوت ۱۹۹۴     |
| ۱۴۰۲۳ | 1994            | RZ              |
| ۱۴۰۲۵ | Fallada         | ۲ سپتامبر ۱۹۹۴  |
| ۱۴۰۲۶ | Esquerdo        | ۲۸ سپتامبر ۱۹۹۴ |
| ۱۴۰۲۷ | 1994 TJ1        | ۲ اکتبر ۱۹۹۴    |
| ۱۴۰۲۸ | 1994 TZ14       | ۵ اکتبر ۱۹۹۴    |
| ۱۴۰۲۹ | 1994 UC1        | ۳۱ اکتبر ۱۹۹۴   |
| ۱۴۰۳۰ | 1994 UP1        | ۲۵ اکتبر ۱۹۹۴   |
| ۱۴۰۳۱ | 1994 WF2        | ۲۶ نوامبر ۱۹۹۴  |
| ۱۴۰۳۲ | Mego            | ۴ دسامبر ۱۹۹۴   |
| ۱۴۰۳۲ | 1994 YR         | ۲۸ دسامبر ۱۹۹۴  |
| ۱۴۰۳۲ | 1995 BW         | ۲۵ ژانویه ۱۹۹۵  |
| ۱۴۰۳۲ | 1995 CJ         | ۱ فوریه ۱۹۹۵    |
| ۱۴۰۳۶ | 1995 EY7        | ۵ مارس ۱۹۹۵     |
| ۱۴۰۳۷ | 1995 EZ7        | ۵ مارس ۱۹۹۵     |
| ۱۴۰۳۷ | 1995 HR         | ۲۷ آوریل ۱۹۹۵   |
| ۱۴۰۳۹ | 1995 KZ1        | ۲۸ مه ۱۹۹۵      |
| ۱۴۰۴۰ | Andrejka        | ۲۳ اوت ۱۹۹۵     |
| ۱۴۰۴۱ | Durrenmatt      | ۲۱ سپتامبر ۱۹۹۵ |
| ۱۴۰۴۲ | Agafonov        | ۱۶ اکتبر ۱۹۹۵   |
| ۱۴۰۴۳ | 1995 UA45       | ۲۰ اکتبر ۱۹۹۵   |
| ۱۴۰۴۴ | 1995 VS1        | ۱ نوامبر ۱۹۹۵   |
| ۱۴۰۴۵ | 1995 VW1        | ۴ نوامبر ۱۹۹۵   |
| ۱۴۰۴۶ | 1995 WE5        | ۱۷ نوامبر ۱۹۹۵  |
| ۱۴۰۴۷ | 1995 WG5        | ۱۸ نوامبر ۱۹۹۵  |
| ۱۴۰۴۸ | 1995 WS7        | ۲۷ نوامبر ۱۹۹۵  |
| ۱۴۰۴۹ | 1995 XH1        | ۱۵ دسامبر ۱۹۹۵  |
| ۱۴۰۵۰ | 1995 YH1        | ۲۱ دسامبر ۱۹۹۵  |
| ۱۴۰۵۱ | 1995 YY1        | ۲۱ دسامبر ۱۹۹۵  |
| ۱۴۰۵۲ | 1995 YH3        | ۲۷ دسامبر ۱۹۹۵  |
| ۱۴۰۵۳ | 1995 YS25       | ۲۷ دسامبر ۱۹۹۵  |
| ۱۴۰۵۴ | Dusek           | ۱۲ ژانویه ۱۹۹۶  |
| ۱۴۰۵۴ | 1996 AS         | ۱۰ ژانویه ۱۹۹۶  |
| ۱۴۰۵۶ | Kainar          | ۱۳ ژانویه ۱۹۹۶  |
| ۱۴۰۵۷ | Manfredstoll    | ۱۵ ژانویه ۱۹۹۶  |
| ۱۴۰۵۸ | 1996 AP15       | ۱۴ ژانویه ۱۹۹۶  |
| ۱۴۰۵۹ | 1996 BB2        | ۲۵ ژانویه ۱۹۹۶  |
| ۱۴۰۶۰ | Patersonewen    | ۱۸ ژانویه ۱۹۹۶  |
| ۱۴۰۶۱ | 1996 CT7        | ۱۳ فوریه ۱۹۹۶   |
| ۱۴۰۶۲ | Cremaschini     | ۱۴ فوریه ۱۹۹۶   |
| ۱۴۰۶۲ | 1996 DZ         | ۲۱ فوریه ۱۹۹۶   |
| ۱۴۰۶۴ | 1996 DT3        | ۱۶ فوریه ۱۹۹۶   |
| ۱۴۰۶۵ | Flegel          | ۱۱ مارس ۱۹۹۶    |
| ۱۴۰۶۶ | 1996 FA4        | ۲۰ مارس ۱۹۹۶    |
| ۱۴۰۶۷ | 1996 GY17       | ۱۵ آوریل ۱۹۹۶   |
| ۱۴۰۶۸ | Hauserova       | ۲۱ آوریل ۱۹۹۶   |
| ۱۴۰۶۹ | Krasheninnikov  | ۱۸ آوریل ۱۹۹۶   |
| ۱۴۰۷۰ | 1996 JC1        | ۱۴ مه ۱۹۹۶      |
| ۱۴۰۷۱ | Gadabird        | ۱۱ مه ۱۹۹۶      |
| ۱۴۰۷۲ | Volterra        | ۲۱ مه ۱۹۹۶      |
| ۱۴۰۷۳ | 1996 KO1        | ۱۷ مه ۱۹۹۶      |
| ۱۴۰۷۴ | Riccati         | ۱۱ ژوئیه ۱۹۹۶   |
| ۱۴۰۷۵ | Kenwill         | ۱۸ ژوئیه ۱۹۹۶   |
| ۱۴۰۷۶ | 1996 OO1        | ۲۰ ژوئیه ۱۹۹۶   |
| ۱۴۰۷۷ | Volfango        | ۹ اوت ۱۹۹۶      |
| ۱۴۰۷۸ | 1997 FQ3        | ۳۱ مارس ۱۹۹۷    |
| ۱۴۰۷۹ | 1997 FV3        | ۳۱ مارس ۱۹۹۷    |
| ۱۴۰۸۰ | Heppenheim      | ۱ آوریل ۱۹۹۷    |
| ۱۴۰۸۱ | 1997 GT18       | ۳ آوریل ۱۹۹۷    |
| ۱۴۰۸۲ | 1997 GK21       | ۶ آوریل ۱۹۹۷    |
| ۱۴۰۸۳ | 1997 GH22       | ۶ آوریل ۱۹۹۷    |
| ۱۴۰۸۴ | 1997 GX23       | ۶ آوریل ۱۹۹۷    |
| ۱۴۰۸۵ | 1997 GA37       | ۳ آوریل ۱۹۹۷    |
| ۱۴۰۸۶ | 1997 GC38       | ۶ آوریل ۱۹۹۷    |
| ۱۴۰۸۷ | 1997 HG10       | ۳۰ آوریل ۱۹۹۷   |
| ۱۴۰۸۸ | Ancus           | ۳ مه ۱۹۹۷       |
| ۱۴۰۸۹ | 1997 JC14       | ۸ مه ۱۹۹۷       |
| ۱۴۰۹۰ | 1997 MS3        | ۲۸ ژوئن ۱۹۹۷    |
| ۱۴۰۹۱ | 1997 MQ4        | ۲۸ ژوئن ۱۹۹۷    |
| ۱۴۰۹۲ | Gaily           | ۲۹ ژوئن ۱۹۹۷    |
| ۱۴۰۹۲ | 1997 OM         | ۲۶ ژوئیه ۱۹۹۷   |
| ۱۴۰۹۴ | Garneau         | ۲۸ ژوئیه ۱۹۹۷   |
| ۱۴۰۹۵ | 1997 PE2        | ۷ اوت ۱۹۹۷      |
| ۱۴۰۹۶ | 1997 PC4        | ۴ اوت ۱۹۹۷      |
| ۱۴۰۹۷ | Capdepera       | ۱۱ اوت ۱۹۹۷     |
| ۱۴۰۹۸ | Simek           | ۲۴ اوت ۱۹۹۷     |
| ۱۴۰۹۹ | 1997 RQ3        | ۵ سپتامبر ۱۹۹۷  |
| ۱۴۱۰۰ | Weierstrass     | ۸ سپتامبر ۱۹۹۷  |
| ۱۴۱۰۱ | 1997 SD1        | ۱۹ سپتامبر ۱۹۹۷ |
| ۱۴۱۰۲ | 1997 SG25       | ۲۹ سپتامبر ۱۹۹۷ |
| ۱۴۱۰۲ | 1997 TC         | ۱ اکتبر ۱۹۹۷    |
| ۱۴۱۰۴ | Delpino         | ۲ اکتبر ۱۹۹۷    |
| ۱۴۱۰۵ | 1997 TS17       | ۶ اکتبر ۱۹۹۷    |
| ۱۴۱۰۶ | 1997 UO24       | ۲۷ اکتبر ۱۹۹۷   |
| ۱۴۱۰۷ | 1997 VM5        | ۸ نوامبر ۱۹۹۷   |
| ۱۴۱۰۸ | 1998 OA13       | ۲۶ ژوئیه ۱۹۹۸   |
| ۱۴۱۰۹ | 1998 OM14       | ۲۶ ژوئیه ۱۹۹۸   |
| ۱۴۱۱۰ | 1998 QA23       | ۱۷ اوت ۱۹۹۸     |
| ۱۴۱۱۱ | Kimamos         | ۱۷ اوت ۱۹۹۸     |
| ۱۴۱۱۲ | 1998 QZ25       | ۲۵ اوت ۱۹۹۸     |
| ۱۴۱۱۳ | 1998 QD32       | ۱۷ اوت ۱۹۹۸     |
| ۱۴۱۱۴ | Randyray        | ۱۷ اوت ۱۹۹۸     |
| ۱۴۱۱۵ | Melaas          | ۱۷ اوت ۱۹۹۸     |
| ۱۴۱۱۶ | Ogea            | ۱۷ اوت ۱۹۹۸     |
| ۱۴۱۱۷ | 1998 QD42       | ۱۷ اوت ۱۹۹۸     |
| ۱۴۱۱۸ | 1998 QF45       | ۱۷ اوت ۱۹۹۸     |
| ۱۴۱۱۹ | Johnprince      | ۱۷ اوت ۱۹۹۸     |
| ۱۴۱۲۰ | Espenak         | ۲۷ اوت ۱۹۹۸     |
| ۱۴۱۲۱ | Stuwe           | ۲۷ اوت ۱۹۹۸     |
| ۱۴۱۲۲ | Josties         | ۲۷ اوت ۱۹۹۸     |
| ۱۴۱۲۳ | 1998 QA56       | ۲۹ اوت ۱۹۹۸     |
| ۱۴۱۲۴ | Kamil           | ۲۸ اوت ۱۹۹۸     |
| ۱۴۱۲۵ | 1998 QT62       | ۲۷ اوت ۱۹۹۸     |
| ۱۴۱۲۶ | 1998 QZ90       | ۲۸ اوت ۱۹۹۸     |
| ۱۴۱۲۷ | 1998 QA91       | ۲۸ اوت ۱۹۹۸     |
| ۱۴۱۲۸ | 1998 QX92       | ۲۸ اوت ۱۹۹۸     |
| ۱۴۱۲۹ | Dibucci         | ۱۹ اوت ۱۹۹۸     |
| ۱۴۱۳۰ | 1998 QQ103      | ۲۶ اوت ۱۹۹۸     |
| ۱۴۱۳۱ | 1998 QN105      | ۲۵ اوت ۱۹۹۸     |
| ۱۴۱۳۲ | 1998 QB106      | ۲۵ اوت ۱۹۹۸     |
| ۱۴۱۳۳ | 1998 RJ17       | ۱۴ سپتامبر ۱۹۹۸ |
| ۱۴۱۳۴ | Penkala         | ۱۴ سپتامبر ۱۹۹۸ |
| ۱۴۱۳۵ | Cynthialang     | ۱۴ سپتامبر ۱۹۹۸ |
| ۱۴۱۳۶ | 1998 RM67       | ۱۴ سپتامبر ۱۹۹۸ |
| ۱۴۱۳۷ | 1998 RB71       | ۱۴ سپتامبر ۱۹۹۸ |
| ۱۴۱۳۸ | 1998 RL71       | ۱۴ سپتامبر ۱۹۹۸ |
| ۱۴۱۳۹ | 1998 RX72       | ۱۴ سپتامبر ۱۹۹۸ |
| ۱۴۱۴۰ | 1998 RS73       | ۱۴ سپتامبر ۱۹۹۸ |
| ۱۴۱۴۱ | Demeautis       | ۱۶ سپتامبر ۱۹۹۸ |
| ۱۴۱۴۲ | 1998 SG10       | ۱۷ سپتامبر ۱۹۹۸ |
| ۱۴۱۴۳ | Hadfield        | ۱۸ سپتامبر ۱۹۹۸ |
| ۱۴۱۴۴ | 1998 SQ22       | ۲۳ سپتامبر ۱۹۹۸ |
| ۱۴۱۴۵ | Sciam           | ۱۷ سپتامبر ۱۹۹۸ |
| ۱۴۱۴۶ | Hughmaclean     | ۲۸ سپتامبر ۱۹۹۸ |
| ۱۴۱۴۷ | Wenlingshuguang | ۲۳ سپتامبر ۱۹۹۸ |
| ۱۴۱۴۸ | Jimchamberlin   | ۲۵ سپتامبر ۱۹۹۸ |
| ۱۴۱۴۹ | Yakowitz        | ۱۷ سپتامبر ۱۹۹۸ |
| ۱۴۱۵۰ | 1998 SQ65       | ۲۰ سپتامبر ۱۹۹۸ |
| ۱۴۱۵۱ | 1998 SJ73       | ۲۱ سپتامبر ۱۹۹۸ |
| ۱۴۱۵۲ | 1998 SV73       | ۲۱ سپتامبر ۱۹۹۸ |
| ۱۴۱۵۳ | Dianecaplain    | ۲۶ سپتامبر ۱۹۹۸ |
| ۱۴۱۵۴ | Negrelli        | ۲۶ سپتامبر ۱۹۹۸ |
| ۱۴۱۵۵ | Cibronen        | ۲۶ سپتامبر ۱۹۹۸ |
| ۱۴۱۵۶ | 1998 SV131      | ۲۶ سپتامبر ۱۹۹۸ |
| ۱۴۱۵۷ | Pamelasobey     | ۲۶ سپتامبر ۱۹۹۸ |
| ۱۴۱۵۸ | Alananderson    | ۲۶ سپتامبر ۱۹۹۸ |
| ۱۴۱۵۹ | 1998 SV141      | ۲۶ سپتامبر ۱۹۹۸ |
| ۱۴۱۶۰ | 1998 SB144      | ۱۸ سپتامبر ۱۹۹۸ |
| ۱۴۱۶۱ | 1998 SO145      | ۲۰ سپتامبر ۱۹۹۸ |
| ۱۴۱۶۲ | 1998 TV1        | ۱۴ اکتبر ۱۹۹۸   |
| ۱۴۱۶۳ | Johnchapman     | ۱۳ اکتبر ۱۹۹۸   |
| ۱۴۱۶۴ | Hennigar        | ۱۵ اکتبر ۱۹۹۸   |
| ۱۴۱۶۴ | 1998 UZ         | ۱۹ اکتبر ۱۹۹۸   |
| ۱۴۱۶۶ | 1998 UZ6        | ۲۱ اکتبر ۱۹۹۸   |
| ۱۴۱۶۷ | 1998 UL8        | ۲۴ اکتبر ۱۹۹۸   |
| ۱۴۱۶۸ | 1998 UR15       | ۲۳ اکتبر ۱۹۹۸   |
| ۱۴۱۶۹ | 1998 UZ24       | ۲۵ اکتبر ۱۹۹۸   |
| ۱۴۱۷۰ | 1998 VF6        | ۱۱ نوامبر ۱۹۹۸  |
| ۱۴۱۷۱ | 1998 VO6        | ۱۱ نوامبر ۱۹۹۸  |
| ۱۴۱۷۲ | Amanolivere     | ۱۰ نوامبر ۱۹۹۸  |
| ۱۴۱۷۳ | 1998 VL9        | ۱۰ نوامبر ۱۹۹۸  |
| ۱۴۱۷۴ | Deborahsmall    | ۱۰ نوامبر ۱۹۹۸  |
| ۱۴۱۷۵ | 1998 VO18       | ۱۰ نوامبر ۱۹۹۸  |
| ۱۴۱۷۶ | 1998 VB28       | ۱۰ نوامبر ۱۹۹۸  |
| ۱۴۱۷۷ | 1998 VU29       | ۱۰ نوامبر ۱۹۹۸  |
| ۱۴۱۷۸ | 1998 VK30       | ۱۰ نوامبر ۱۹۹۸  |
| ۱۴۱۷۹ | Skinner         | ۱۵ نوامبر ۱۹۹۸  |
| ۱۴۱۸۰ | 1998 WY5        | ۲۰ نوامبر ۱۹۹۸  |
| ۱۴۱۸۱ | Koromhazi       | ۲۰ نوامبر ۱۹۹۸  |
| ۱۴۱۸۲ | Alley           | ۲۱ نوامبر ۱۹۹۸  |
| ۱۴۱۸۳ | 1998 WA18       | ۲۱ نوامبر ۱۹۹۸  |
| ۱۴۱۸۴ | 1998 WA32       | ۲۱ نوامبر ۱۹۹۸  |
| ۱۴۱۸۴ | 1998            | WK۳۲            |
| ۱۴۱۸۶ | Virgiliofos     | ۷ دسامبر ۱۹۹۸   |
| ۱۴۱۸۷ | 1998 XS9        | ۱۴ دسامبر ۱۹۹۸  |
| ۱۴۱۸۸ | 1998 XP11       | ۱۳ دسامبر ۱۹۹۸  |
| ۱۴۱۸۹ | Sevre           | ۱۵ دسامبر ۱۹۹۸  |
| ۱۴۱۹۰ | Soldan          | ۱۵ دسامبر ۱۹۹۸  |
| ۱۴۱۹۱ | 1998 XR28       | ۱۴ دسامبر ۱۹۹۸  |
| ۱۴۱۹۲ | 1998 XA33       | ۱۴ دسامبر ۱۹۹۸  |
| ۱۴۱۹۳ | 1998 XZ40       | ۱۴ دسامبر ۱۹۹۸  |
| ۱۴۱۹۴ | 1998 XU50       | ۱۴ دسامبر ۱۹۹۸  |
| ۱۴۱۹۵ | 1998 XD51       | ۱۴ دسامبر ۱۹۹۸  |
| ۱۴۱۹۶ | 1998 XH59       | ۱۵ دسامبر ۱۹۹۸  |
| ۱۴۱۹۷ | 1998 XK72       | ۱۴ دسامبر ۱۹۹۸  |
| ۱۴۱۹۸ | 1998 XZ73       | ۱۴ دسامبر ۱۹۹۸  |
| ۱۴۱۹۹ | 1998 XV77       | ۱۵ دسامبر ۱۹۹۸  |
| ۱۴۲۰۰ | 1998 XY77       | ۱۵ دسامبر ۱۹۹۸  |
| ۱۴۲۰۱ | 1998 XR92       | ۱۵ دسامبر ۱۹۹۸  |
| ۱۴۲۰۲ | 1998 YF3        | ۱۷ دسامبر ۱۹۹۸  |
| ۱۴۲۰۳ | Hocking         | ۲۵ دسامبر ۱۹۹۸  |
| ۱۴۲۰۴ | 1999 AM20       | ۱۲ ژانویه ۱۹۹۹  |
| ۱۴۲۰۵ | 1999 BC4        | ۱۸ ژانویه ۱۹۹۹  |
| ۱۴۲۰۶ | Sehnal          | ۱۵ فوریه ۱۹۹۹   |
| ۱۴۲۰۷ | 1999 CS18       | ۱۰ فوریه ۱۹۹۹   |
| ۱۴۲۰۸ | 1999 CR64       | ۱۲ فوریه ۱۹۹۹   |
| ۱۴۲۰۹ | 1999 CV81       | ۱۲ فوریه ۱۹۹۹   |
| ۱۴۲۱۰ | 1999 CO99       | ۱۰ فوریه ۱۹۹۹   |
| ۱۴۲۱۱ | 1999 NT1        | ۱۲ ژوئیه ۱۹۹۹   |
| ۱۴۲۱۲ | 1999 NW39       | ۱۴ ژوئیه ۱۹۹۹   |
| ۱۴۲۱۳ | 1999 NX54       | ۱۲ ژوئیه ۱۹۹۹   |
| ۱۴۲۱۴ | Hirsch          | ۷ سپتامبر ۱۹۹۹  |
| ۱۴۲۱۵ | 1999 TV6        | ۶ اکتبر ۱۹۹۹    |
| ۱۴۲۱۶ | 1999 VW1        | ۴ نوامبر ۱۹۹۹   |
| ۱۴۲۱۷ | Oaxaca          | ۱۰ نوامبر ۱۹۹۹  |
| ۱۴۲۱۸ | 1999 VS30       | ۳ نوامبر ۱۹۹۹   |
| ۱۴۲۱۹ | 1999 VY77       | ۳ نوامبر ۱۹۹۹   |
| ۱۴۲۲۰ | 1999 VE115      | ۹ نوامبر ۱۹۹۹   |
| ۱۴۲۲۰ | 1999 WL         | ۱۶ نوامبر ۱۹۹۹  |
| ۱۴۲۲۲ | 1999 WS1        | ۲۵ نوامبر ۱۹۹۹  |
| ۱۴۲۲۳ | Dolby           | ۳ دسامبر ۱۹۹۹   |
| ۱۴۲۲۴ | Gaede           | ۶ دسامبر ۱۹۹۹   |
| ۱۴۲۲۵ | Alisahamilton   | ۷ دسامبر ۱۹۹۹   |
| ۱۴۲۲۶ | Hamura          | ۷ دسامبر ۱۹۹۹   |
| ۱۴۲۲۷ | 1999 XW85       | ۷ دسامبر ۱۹۹۹   |
| ۱۴۲۲۸ | 1999 XQ88       | ۷ دسامبر ۱۹۹۹   |
| ۱۴۲۲۹ | 1999 XV94       | ۷ دسامبر ۱۹۹۹   |
| ۱۴۲۳۰ | Mariahines      | ۷ دسامبر ۱۹۹۹   |
| ۱۴۲۳۱ | 1999 XD102      | ۷ دسامبر ۱۹۹۹   |
| ۱۴۲۳۲ | 1999 XJ120      | ۵ دسامبر ۱۹۹۹   |
| ۱۴۲۳۳ | 1999 XM169      | ۱۰ دسامبر ۱۹۹۹  |
| ۱۴۲۳۴ | Davidhoover     | ۱۲ دسامبر ۱۹۹۹  |
| ۱۴۲۳۵ | 1999 XA187      | ۱۲ دسامبر ۱۹۹۹  |
| ۱۴۲۳۶ | 1999 XZ200      | ۱۲ دسامبر ۱۹۹۹  |
| ۱۴۲۳۷ | 1999 YU9        | ۳۱ دسامبر ۱۹۹۹  |
| ۱۴۲۳۸ | d'Artagnan      | ۳۱ دسامبر ۱۹۹۹  |
| ۱۴۲۳۹ | 2000 AL2        | ۳ ژانویه ۲۰۰۰   |
| ۱۴۲۴۰ | 2000 AP2        | ۳ ژانویه ۲۰۰۰   |
| ۱۴۲۴۱ | 2000 AO5        | ۵ ژانویه ۲۰۰۰   |
| ۱۴۲۴۲ | 2000 AE25       | ۳ ژانویه ۲۰۰۰   |
| ۱۴۲۴۳ | 2000 AH29       | ۳ ژانویه ۲۰۰۰   |
| ۱۴۲۴۴ | Labnow          | ۳ ژانویه ۲۰۰۰   |
| ۱۴۲۴۵ | 2000 AS31       | ۳ ژانویه ۲۰۰۰   |
| ۱۴۲۴۶ | 2000 AN50       | ۶ ژانویه ۲۰۰۰   |
| ۱۴۲۴۷ | 2000 AV55       | ۴ ژانویه ۲۰۰۰   |
| ۱۴۲۴۸ | 2000 AF56       | ۴ ژانویه ۲۰۰۰   |
| ۱۴۲۴۹ | 2000 AW57       | ۴ ژانویه ۲۰۰۰   |
| ۱۴۲۵۰ | Kathleenmartin  | ۴ ژانویه ۲۰۰۰   |
| ۱۴۲۵۱ | 2000 AX63       | ۴ ژانویه ۲۰۰۰   |
| ۱۴۲۵۲ | Audreymeyer     | ۴ ژانویه ۲۰۰۰   |
| ۱۴۲۵۳ | 2000 AL64       | ۴ ژانویه ۲۰۰۰   |
| ۱۴۲۵۴ | 2000 AT64       | ۴ ژانویه ۲۰۰۰   |
| ۱۴۲۵۵ | 2000 AS70       | ۵ ژانویه ۲۰۰۰   |
| ۱۴۲۵۶ | 2000 AA96       | ۴ ژانویه ۲۰۰۰   |
| ۱۴۲۵۷ | 2000 AR97       | ۴ ژانویه ۲۰۰۰   |
| ۱۴۲۵۸ | Katrinaminck    | ۵ ژانویه ۲۰۰۰   |
| ۱۴۲۵۹ | 2000 AQ117      | ۵ ژانویه ۲۰۰۰   |
| ۱۴۲۶۰ | 2000 AF119      | ۵ ژانویه ۲۰۰۰   |
| ۱۴۲۶۱ | 2000 AB121      | ۵ ژانویه ۲۰۰۰   |
| ۱۴۲۶۲ | Kratzer         | ۵ ژانویه ۲۰۰۰   |
| ۱۴۲۶۳ | 2000 AA127      | ۵ ژانویه ۲۰۰۰   |
| ۱۴۲۶۴ | 2000 AH142      | ۵ ژانویه ۲۰۰۰   |
| ۱۴۲۶۵ | 2000 AV142      | ۵ ژانویه ۲۰۰۰   |
| ۱۴۲۶۶ | 2000 AG143      | ۵ ژانویه ۲۰۰۰   |
| ۱۴۲۶۷ | Zook            | ۶ ژانویه ۲۰۰۰   |
| ۱۴۲۶۸ | 2000 AK156      | ۳ ژانویه ۲۰۰۰   |
| ۱۴۲۶۹ | 2000 AH182      | ۷ ژانویه ۲۰۰۰   |
| ۱۴۲۷۰ | 2000 AB189      | ۸ ژانویه ۲۰۰۰   |
| ۱۴۲۷۱ | 2000 AN233      | ۴ ژانویه ۲۰۰۰   |
| ۱۴۲۷۲ | 2000 AZ234      | ۵ ژانویه ۲۰۰۰   |
| ۱۴۲۷۳ | 2000 BY14       | ۳۱ ژانویه ۲۰۰۰  |
| ۱۴۲۷۴ | Landstreet      | ۲۹ ژانویه ۲۰۰۰  |
| ۱۴۲۷۵ | Dianemurray     | ۳۰ ژانویه ۲۰۰۰  |
| ۱۴۲۷۶ | 2000 CF2        | ۲ فوریه ۲۰۰۰    |
| ۱۴۲۷۷ | Parsa           | ۲ فوریه ۲۰۰۰    |
| ۱۴۲۷۸ | Perrenot        | ۲ فوریه ۲۰۰۰    |
| ۱۴۲۷۹ | 2000 CD65       | ۳ فوریه ۲۰۰۰    |
| ۱۴۲۸۰ | 2000 CN72       | ۶ فوریه ۲۰۰۰    |
| ۱۴۲۸۱ | 2000 CR92       | ۶ فوریه ۲۰۰۰    |
| ۱۴۲۸۱ | 2097 P-L        | ۲۴ سپتامبر ۱۹۶۰ |
| ۱۴۲۸۱ | 2206 P-L        | ۲۴ سپتامبر ۱۹۶۰ |
| ۱۴۲۸۱ | 2530 P-L        | ۲۴ سپتامبر ۱۹۶۰ |
| ۱۴۲۸۱ | 2566 P-L        | ۲۴ سپتامبر ۱۹۶۰ |
| ۱۴۲۸۱ | 2577 P-L        | ۲۴ سپتامبر ۱۹۶۰ |
| ۱۴۲۸۱ | 2777 P-L        | ۲۴ سپتامبر ۱۹۶۰ |
| ۱۴۲۸۱ | 2796 P-L        | ۲۶ سپتامبر ۱۹۶۰ |
| ۱۴۲۸۱ | 4648 P-L        | ۲۴ سپتامبر ۱۹۶۰ |
| ۱۴۲۸۱ | 9072 P-L        | ۱۷ اکتبر ۱۹۶۰   |
| ۱۴۲۹۱ | 1104 T-1        | ۲۵ مارس ۱۹۷۱    |
| ۱۴۲۹۲ | 1148 T-1        | ۲۵ مارس ۱۹۷۱    |
| ۱۴۲۹۳ | 2307 T-1        | ۲۵ مارس ۱۹۷۱    |
| ۱۴۲۹۴ | 3306 T-1        | ۲۶ مارس ۱۹۷۱    |
| ۱۴۲۹۵ | 4161 T-1        | ۲۶ مارس ۱۹۷۱    |
| ۱۴۲۹۶ | 4298 T-1        | ۲۶ مارس ۱۹۷۱    |
| ۱۴۲۹۷ | 2124 T-2        | ۲۹ سپتامبر ۱۹۷۳ |
| ۱۴۲۹۸ | 2144 T-2        | ۲۹ سپتامبر ۱۹۷۳ |
| ۱۴۲۹۹ | 3162 T-2        | ۳۰ سپتامبر ۱۹۷۳ |
| ۱۴۳۰۰ | 3336 T-2        | ۲۵ سپتامبر ۱۹۷۳ |
| ۱۴۳۰۱ | 5205 T-2        | ۲۵ سپتامبر ۱۹۷۳ |
| ۱۴۳۰۲ | 5482 T-2        | ۳۰ سپتامبر ۱۹۷۳ |
| ۱۴۳۰۳ | 1144 T-3        | ۱۷ اکتبر ۱۹۷۷   |
| ۱۴۳۰۴ | 3417 T-3        | ۱۶ اکتبر ۱۹۷۷   |
| ۱۴۳۰۵ | 3437 T-3        | ۱۶ اکتبر ۱۹۷۷   |
| ۱۴۳۰۶ | 4327 T-3        | ۱۶ اکتبر ۱۹۷۷   |
| ۱۴۳۰۷ | 4336 T-3        | ۱۶ اکتبر ۱۹۷۷   |
| ۱۴۳۰۸ | 5193 T-3        | ۱۶ اکتبر ۱۹۷۷   |
| ۱۴۳۰۹ | Defoy           | ۲۲ سپتامبر ۱۹۰۸ |
| ۱۴۳۱۰ | Shuttleworth    | ۷ اوت ۱۹۶۶      |
| ۱۴۳۱۱ | 1971 UK1        | ۲۶ اکتبر ۱۹۷۱   |
| ۱۴۳۱۲ | Polytech        | ۲۶ اکتبر ۱۹۷۶   |
| ۱۴۳۱۳ | Dodaira         | ۲۲ اکتبر ۱۹۷۶   |
| ۱۴۳۱۴ | Tokigawa        | ۱۸ فوریه ۱۹۷۷   |
| ۱۴۳۱۵ | Ogawamachi      | ۱۲ مارس ۱۹۷۷    |
| ۱۴۳۱۶ | Higashichichibu | ۱۲ مارس ۱۹۷۷    |
| ۱۴۳۱۷ | Antonov         | ۸ اوت ۱۹۷۸      |
| ۱۴۳۱۸ | Buzinov         | ۲۶ سپتامبر ۱۹۷۸ |
| ۱۴۳۱۹ | 1978 US5        | ۲۷ اکتبر ۱۹۷۸   |
| ۱۴۳۲۰ | 1978 UV7        | ۲۷ اکتبر ۱۹۷۸   |
| ۱۴۳۲۱ | 1978 VT9        | ۷ نوامبر ۱۹۷۸   |
| ۱۴۳۲۲ | Shakura         | ۲۲ دسامبر ۱۹۷۸  |
| ۱۴۳۲۳ | 1979 MV1        | ۲۵ ژوئن ۱۹۷۹    |
| ۱۴۳۲۴ | 1979 MK6        | ۲۵ ژوئن ۱۹۷۹    |
| ۱۴۳۲۵ | 1979 MM6        | ۲۵ ژوئن ۱۹۷۹    |
| ۱۴۳۲۵ | 1980 BA         | ۲۱ ژانویه ۱۹۸۰  |
| ۱۴۳۲۷ | Lemke           | ۱۶ مارس ۱۹۸۰    |
| ۱۴۳۲۷ | 1980 VH         | ۸ نوامبر ۱۹۸۰   |
| ۱۴۳۲۹ | 1981 EY10       | ۱ مارس ۱۹۸۱     |
| ۱۴۳۳۰ | 1981 EG21       | ۲ مارس ۱۹۸۱     |
| ۱۴۳۳۱ | 1981 EC26       | ۲ مارس ۱۹۸۱     |
| ۱۴۳۳۲ | 1981 EX26       | ۲ مارس ۱۹۸۱     |
| ۱۴۳۳۳ | 1981 ED34       | ۱ مارس ۱۹۸۱     |
| ۱۴۳۳۴ | 1981 EE38       | ۱ مارس ۱۹۸۱     |
| ۱۴۳۳۵ | Alexosipov      | ۳ سپتامبر ۱۹۸۱  |
| ۱۴۳۳۶ | 1981 UU29       | ۲۴ اکتبر ۱۹۸۱   |
| ۱۴۳۳۷ | 1981 WJ9        | ۱۶ نوامبر ۱۹۸۱  |
| ۱۴۳۳۸ | Shibakoukan     | ۱۴ نوامبر ۱۹۸۲  |
| ۱۴۳۳۸ | 1983 GU         | ۱۰ آوریل ۱۹۸۳   |
| ۱۴۳۴۰ | 1983 RQ3        | ۲ سپتامبر ۱۹۸۳  |
| ۱۴۳۴۱ | 1983 RV3        | ۴ سپتامبر ۱۹۸۳  |
| ۱۴۳۴۲ | Iglika          | ۲۳ سپتامبر ۱۹۸۴ |
| ۱۴۳۴۳ | 1984 SM5        | ۱۸ سپتامبر ۱۹۸۴ |
| ۱۴۳۴۴ | 1985 CP2        | ۱۵ فوریه ۱۹۸۵   |
| ۱۴۳۴۴ | 1985 PO         | ۱۴ اوت ۱۹۸۵     |
| ۱۴۳۴۶ | Zhilyaev        | ۲۳ اوت ۱۹۸۵     |
| ۱۴۳۴۷ | 1985 RL4        | ۱۱ سپتامبر ۱۹۸۵ |
| ۱۴۳۴۸ | 1985 UO3        | ۲۰ اکتبر ۱۹۸۵   |
| ۱۴۳۴۹ | Nikitamikhalkov | ۲۲ اکتبر ۱۹۸۵   |
| ۱۴۳۵۰ | 1985 VA1        | ۱ نوامبر ۱۹۸۵   |
| ۱۴۳۵۱ | 1986 RF3        | ۶ سپتامبر ۱۹۸۶  |
| ۱۴۳۵۲ | 1987 DK6        | ۲۳ فوریه ۱۹۸۷   |
| ۱۴۳۵۳ | 1987 DN6        | ۲۳ فوریه ۱۹۸۷   |
| ۱۴۳۵۴ | Kolesnikov      | ۲۱ اوت ۱۹۸۷     |
| ۱۴۳۵۵ | 1987 SL5        | ۳۰ سپتامبر ۱۹۸۷ |
| ۱۴۳۵۶ | 1987 SF6        | ۲۱ سپتامبر ۱۹۸۷ |
| ۱۴۳۵۶ | 1987 UR         | ۲۲ اکتبر ۱۹۸۷   |
| ۱۴۳۵۸ | 1988 BY3        | ۱۹ ژانویه ۱۹۸۸  |
| ۱۴۳۵۹ | 1988 CU1        | ۱۱ فوریه ۱۹۸۸   |
| ۱۴۳۶۰ | Ipatov          | ۱۳ فوریه ۱۹۸۸   |
| ۱۴۳۶۱ | Boscovich       | ۱۷ فوریه ۱۹۸۸   |
| ۱۴۳۶۱ | 1988 MH         | ۱۶ ژوئن ۱۹۸۸    |
| ۱۴۳۶۳ | 1988 RB2        | ۸ سپتامبر ۱۹۸۸  |
| ۱۴۳۶۴ | 1988 RM2        | ۸ سپتامبر ۱۹۸۸  |
| ۱۴۳۶۵ | Jeanpaul        | ۸ سپتامبر ۱۹۸۸  |
| ۱۴۳۶۶ | Wilhelmraabe    | ۸ سپتامبر ۱۹۸۸  |
| ۱۴۳۶۷ | Hippokrates     | ۸ سپتامبر ۱۹۸۸  |
| ۱۴۳۶۷ | 1988 TK         | ۳ اکتبر ۱۹۸۸    |
| ۱۴۳۶۷ | 1988 UV         | ۱۸ اکتبر ۱۹۸۸   |
| ۱۴۳۷۰ | 1988 VR2        | ۱۲ نوامبر ۱۹۸۸  |
| ۱۴۳۷۱ | 1988 XX2        | ۱۲ دسامبر ۱۹۸۸  |
| ۱۴۳۷۲ | Paulgerhardt    | ۹ ژانویه ۱۹۸۹   |
| ۱۴۳۷۲ | 1989 LT         | ۳ ژوئن ۱۹۸۹     |
| ۱۴۳۷۲ | 1989 SA         | ۲۱ سپتامبر ۱۹۸۹ |
| ۱۴۳۷۲ | 1989 SU         | ۲۹ سپتامبر ۱۹۸۹ |
| ۱۴۳۷۶ | 1989 ST10       | ۲۸ سپتامبر ۱۹۸۹ |
| ۱۴۳۷۷ | 1989 TX2        | ۷ اکتبر ۱۹۸۹    |
| ۱۴۳۷۸ | 1989 TA16       | ۴ اکتبر ۱۹۸۹    |
| ۱۴۳۷۹ | 1989 UM4        | ۲۲ اکتبر ۱۹۸۹   |
| ۱۴۳۸۰ | 1989 UC6        | ۳۰ اکتبر ۱۹۸۹   |
| ۱۴۳۸۰ | 1990 CE         | ۱ فوریه ۱۹۹۰    |
| ۱۴۳۸۲ | Woszczyk        | ۲ مارس ۱۹۹۰     |
| ۱۴۳۸۳ | 1990 OY3        | ۲۷ ژوئیه ۱۹۹۰   |
| ۱۴۳۸۴ | 1990 OH4        | ۲۴ ژوئیه ۱۹۹۰   |
| ۱۴۳۸۵ | 1990 QG1        | ۲۲ اوت ۱۹۹۰     |
| ۱۴۳۸۶ | 1990 QN2        | ۲۲ اوت ۱۹۹۰     |
| ۱۴۳۸۷ | 1990 QE5        | ۲۵ اوت ۱۹۹۰     |
| ۱۴۳۸۸ | 1990 QO5        | ۲۹ اوت ۱۹۹۰     |
| ۱۴۳۸۹ | 1990 QR5        | ۲۶ اوت ۱۹۹۰     |
| ۱۴۳۹۰ | 1990 QP10       | ۲۶ اوت ۱۹۹۰     |
| ۱۴۳۹۱ | 1990 RE2        | ۱۴ سپتامبر ۱۹۹۰ |
| ۱۴۳۹۲ | 1990 RS6        | ۱۱ سپتامبر ۱۹۹۰ |
| ۱۴۳۹۳ | 1990 SX6        | ۲۲ سپتامبر ۱۹۹۰ |
| ۱۴۳۹۴ | 1990 SP15       | ۱۸ سپتامبر ۱۹۹۰ |
| ۱۴۳۹۵ | Tommorgan       | ۱۵ اکتبر ۱۹۹۰   |
| ۱۴۳۹۶ | 1990 UX4        | ۱۶ اکتبر ۱۹۹۰   |
| ۱۴۳۹۷ | 1990 VS4        | ۱۵ نوامبر ۱۹۹۰  |
| ۱۴۳۹۸ | 1990 VT6        | ۱۴ نوامبر ۱۹۹۰  |
| ۱۴۳۹۹ | 1990 WN4        | ۱۶ نوامبر ۱۹۹۰  |
| ۱۴۴۰۰ | Baudot          | ۱۶ نوامبر ۱۹۹۰  |
| ۱۴۴۰۰ | 1990 XV         | ۱۵ دسامبر ۱۹۹۰  |
| ۱۴۴۰۰ | 1991 DB         | ۱۸ فوریه ۱۹۹۱   |
| ۱۴۴۰۳ | 1991 GM8        | ۸ آوریل ۱۹۹۱    |
| ۱۴۴۰۴ | 1991 NQ6        | ۱۱ ژوئیه ۱۹۹۱   |
| ۱۴۴۰۵ | 1991 PE8        | ۵ اوت ۱۹۹۱      |
| ۱۴۴۰۶ | 1991 PP8        | ۵ اوت ۱۹۹۱      |
| ۱۴۴۰۷ | 1991 PQ8        | ۵ اوت ۱۹۹۱      |
| ۱۴۴۰۸ | 1991 PC16       | ۶ اوت ۱۹۹۱      |
| ۱۴۴۰۹ | 1991 RM1        | ۵ سپتامبر ۱۹۹۱  |
| ۱۴۴۱۰ | 1991 RR1        | ۷ سپتامبر ۱۹۹۱  |
| ۱۴۴۱۱ | 1991 RE2        | ۶ سپتامبر ۱۹۹۱  |
| ۱۴۴۱۲ | Wolflojewski    | ۹ سپتامبر ۱۹۹۱  |
| ۱۴۴۱۳ | Geiger          | ۵ سپتامبر ۱۹۹۱  |
| ۱۴۴۱۴ | 1991 RF6        | ۱۳ سپتامبر ۱۹۹۱ |
| ۱۴۴۱۵ | 1991 RQ7        | ۱۳ سپتامبر ۱۹۹۱ |
| ۱۴۴۱۶ | 1991 RU7        | ۸ سپتامبر ۱۹۹۱  |
| ۱۴۴۱۷ | 1991 RN13       | ۱۳ سپتامبر ۱۹۹۱ |
| ۱۴۴۱۸ | 1991 RU16       | ۱۵ سپتامبر ۱۹۹۱ |
| ۱۴۴۱۹ | 1991 RK23       | ۱۵ سپتامبر ۱۹۹۱ |
| ۱۴۴۲۰ | Massey          | ۳۰ سپتامبر ۱۹۹۱ |
| ۱۴۴۲۱ | 1991 SA1        | ۳۰ سپتامبر ۱۹۹۱ |
| ۱۴۴۲۲ | 1991 SK2        | ۱۶ سپتامبر ۱۹۹۱ |
| ۱۴۴۲۳ | 1991 SM2        | ۱۶ سپتامبر ۱۹۹۱ |
| ۱۴۴۲۴ | Laval           | ۳۰ سپتامبر ۱۹۹۱ |
| ۱۴۴۲۵ | 1991 TJ2        | ۱۳ اکتبر ۱۹۹۱   |
| ۱۴۴۲۶ | 1991 UO2        | ۲۹ اکتبر ۱۹۹۱   |
| ۱۴۴۲۷ | 1991 VJ2        | ۹ نوامبر ۱۹۹۱   |
| ۱۴۴۲۸ | Lazaridis       | ۸ نوامبر ۱۹۹۱   |
| ۱۴۴۲۹ | Coyne           | ۳ دسامبر ۱۹۹۱   |
| ۱۴۴۲۹ | 1992 CH         | ۱۰ فوریه ۱۹۹۲   |
| ۱۴۴۳۱ | 1992 DX8        | ۲۹ فوریه ۱۹۹۲   |
| ۱۴۴۳۲ | 1992 EA6        | ۲ مارس ۱۹۹۲     |
| ۱۴۴۳۳ | 1992 EE8        | ۲ مارس ۱۹۹۲     |
| ۱۴۴۳۴ | 1992 ER11       | ۶ مارس ۱۹۹۲     |
| ۱۴۴۳۵ | 1992 ED13       | ۲ مارس ۱۹۹۲     |
| ۱۴۴۳۶ | 1992 FC2        | ۲۳ مارس ۱۹۹۲    |
| ۱۴۴۳۷ | 1992 GD3        | ۴ آوریل ۱۹۹۲    |
| ۱۴۴۳۸ | MacLean         | ۲۷ آوریل ۱۹۹۲   |
| ۱۴۴۳۹ | 1992 RE2        | ۲ سپتامبر ۱۹۹۲  |
| ۱۴۴۴۰ | 1992 RF5        | ۲ سپتامبر ۱۹۹۲  |
| ۱۴۴۴۰ | 1992 SJ         | ۲۱ سپتامبر ۱۹۹۲ |
| ۱۴۴۴۲ | 1992 SR25       | ۳۰ سپتامبر ۱۹۹۲ |
| ۱۴۴۴۲ | 1992 TV         | ۱ اکتبر ۱۹۹۲    |
| ۱۴۴۴۴ | 1992 TG1        | ۲ اکتبر ۱۹۹۲    |
| ۱۴۴۴۵ | 1992 UZ3        | ۲۶ اکتبر ۱۹۹۲   |
| ۱۴۴۴۶ | Kinkowan        | ۳۱ اکتبر ۱۹۹۲   |
| ۱۴۴۴۶ | 1992 VL         | ۲ نوامبر ۱۹۹۲   |
| ۱۴۴۴۶ | 1992 VQ         | ۲ نوامبر ۱۹۹۲   |
| ۱۴۴۴۹ | 1992 WE1        | ۱۶ نوامبر ۱۹۹۲  |
| ۱۴۴۵۰ | 1992 WZ1        | ۱۸ نوامبر ۱۹۹۲  |
| ۱۴۴۵۱ | 1992 WR5        | ۲۷ نوامبر ۱۹۹۲  |
| ۱۴۴۵۲ | 1992 WB9        | ۲۵ نوامبر ۱۹۹۲  |
| ۱۴۴۵۳ | 1993 FV7        | ۱۷ مارس ۱۹۹۳    |
| ۱۴۴۵۴ | 1993 FX17       | ۱۷ مارس ۱۹۹۳    |
| ۱۴۴۵۵ | 1993 FB18       | ۱۷ مارس ۱۹۹۳    |
| ۱۴۴۵۶ | 1993 FK20       | ۱۹ مارس ۱۹۹۳    |
| ۱۴۴۵۷ | 1993 FR23       | ۲۱ مارس ۱۹۹۳    |
| ۱۴۴۵۸ | 1993 FX25       | ۲۱ مارس ۱۹۹۳    |
| ۱۴۴۵۹ | 1993 FY27       | ۲۱ مارس ۱۹۹۳    |
| ۱۴۴۶۰ | 1993 FZ40       | ۱۹ مارس ۱۹۹۳    |
| ۱۴۴۶۱ | 1993 FL54       | ۱۷ مارس ۱۹۹۳    |
| ۱۴۴۶۱ | 1993 GA         | ۲ آوریل ۱۹۹۳    |
| ۱۴۴۶۳ | McCarter        | ۱۵ آوریل ۱۹۹۳   |
| ۱۴۴۶۴ | 1993 HC1        | ۲۱ آوریل ۱۹۹۳   |
| ۱۴۴۶۴ | 1993 NB         | ۱۵ ژوئیه ۱۹۹۳   |
| ۱۴۴۶۶ | Hodge           | ۲۵ ژوئیه ۱۹۹۳   |
| ۱۴۴۶۷ | 1993 OP3        | ۲۰ ژوئیه ۱۹۹۳   |
| ۱۴۴۶۸ | 1993 OS12       | ۱۹ ژوئیه ۱۹۹۳   |
| ۱۴۴۶۸ | 1993 RK         | ۱۲ سپتامبر ۱۹۹۳ |
| ۱۴۴۷۰ | 1993 RV7        | ۱۵ سپتامبر ۱۹۹۳ |
| ۱۴۴۷۱ | 1993 SG1        | ۲۱ سپتامبر ۱۹۹۳ |
| ۱۴۴۷۲ | 1993 SQ14       | ۲۲ سپتامبر ۱۹۹۳ |
| ۱۴۴۷۳ | 1993 TL17       | ۹ اکتبر ۱۹۹۳    |
| ۱۴۴۷۴ | 1993 TL25       | ۹ اکتبر ۱۹۹۳    |
| ۱۴۴۷۴ | 1993 VT         | ۱۴ نوامبر ۱۹۹۳  |
| ۱۴۴۷۶ | 1993 XW2        | ۱۴ دسامبر ۱۹۹۳  |
| ۱۴۴۷۶ | 1994 CN         | ۲ فوریه ۱۹۹۴    |
| ۱۴۴۷۸ | 1994 CF2        | ۱۲ فوریه ۱۹۹۴   |
| ۱۴۴۷۹ | Plekhanov       | ۸ فوریه ۱۹۹۴    |
| ۱۴۴۸۰ | 1994 PU1        | ۱۱ اوت ۱۹۹۴     |
| ۱۴۴۸۱ | 1994 PO12       | ۱۰ اوت ۱۹۹۴     |
| ۱۴۴۸۲ | 1994 PK15       | ۱۰ اوت ۱۹۹۴     |
| ۱۴۴۸۳ | 1994 PZ22       | ۱۲ اوت ۱۹۹۴     |
| ۱۴۴۸۴ | 1994 PU32       | ۱۲ اوت ۱۹۹۴     |
| ۱۴۴۸۵ | 1994 RK11       | ۱۱ سپتامبر ۱۹۹۴ |
| ۱۴۴۸۶ | Tuscia          | ۴ اکتبر ۱۹۹۴    |
| ۱۴۴۸۷ | 1994 TU2        | ۲ اکتبر ۱۹۹۴    |
| ۱۴۴۸۸ | 1994 TF15       | ۱۳ اکتبر ۱۹۹۴   |
| ۱۴۴۸۸ | 1994 UW         | ۳۱ اکتبر ۱۹۹۴   |
| ۱۴۴۹۰ | 1994 US2        | ۳۱ اکتبر ۱۹۹۴   |
| ۱۴۴۹۱ | 1994 VY2        | ۴ نوامبر ۱۹۹۴   |
| ۱۴۴۹۲ | 1994 VM6        | ۴ نوامبر ۱۹۹۴   |
| ۱۴۴۹۳ | 1994 WP3        | ۲۶ نوامبر ۱۹۹۴  |
| ۱۴۴۹۴ | 1994 YJ2        | ۳۰ دسامبر ۱۹۹۴  |
| ۱۴۴۹۵ | 1995 AK1        | ۶ ژانویه ۱۹۹۵   |
| ۱۴۴۹۶ | 1995 BK4        | ۲۸ ژانویه ۱۹۹۵  |
| ۱۴۴۹۶ | 1995 DD         | ۲۰ فوریه ۱۹۹۵   |
| ۱۴۴۹۸ | 1995 DO2        | ۲۸ فوریه ۱۹۹۵   |
| ۱۴۴۹۹ | Satotoshio      | ۱۵ نوامبر ۱۹۹۵  |
| ۱۴۵۰۰ | Kibo            | ۲۷ نوامبر ۱۹۹۵  |
| ۱۴۵۰۱ | Tetsuokojima    | ۲۹ نوامبر ۱۹۹۵  |
| ۱۴۵۰۲ | Morden          | ۱۷ نوامبر ۱۹۹۵  |
| ۱۴۵۰۳ | 1995 WW42       | ۲۵ نوامبر ۱۹۹۵  |
| ۱۴۵۰۴ | Tsujimura       | ۲۷ دسامبر ۱۹۹۵  |
| ۱۴۵۰۵ | Barentine       | ۱۲ ژانویه ۱۹۹۶  |
| ۱۴۵۰۶ | 1996 BL2        | ۲۶ ژانویه ۱۹۹۶  |
| ۱۴۵۰۷ | 1996 CQ1        | ۱۴ فوریه ۱۹۹۶   |
| ۱۴۵۰۸ | 1996 DH2        | ۲۳ فوریه ۱۹۹۶   |
| ۱۴۵۰۹ | Lucenec         | ۹ مارس ۱۹۹۶     |
| ۱۴۵۱۰ | 1996 ES2        | ۱۵ مارس ۱۹۹۶    |
| ۱۴۵۱۱ | Nickel          | ۱۱ مارس ۱۹۹۶    |
| ۱۴۵۱۲ | 1996 GL1        | ۶ آوریل ۱۹۹۶    |
| ۱۴۵۱۳ | Alicelindner    | ۱۵ آوریل ۱۹۹۶   |
| ۱۴۵۱۴ | 1996 GA18       | ۱۵ آوریل ۱۹۹۶   |
| ۱۴۵۱۵ | Koichisato      | ۲۱ آوریل ۱۹۹۶   |
| ۱۴۵۱۶ | 1996 HM11       | ۱۷ آوریل ۱۹۹۶   |
| ۱۴۵۱۷ | Monitoma        | ۱۳ ژوئن ۱۹۹۶    |
| ۱۴۵۱۸ | 1996 RZ30       | ۱۳ سپتامبر ۱۹۹۶ |
| ۱۴۵۱۹ | Ural            | ۸ اکتبر ۱۹۹۶    |
| ۱۴۵۲۰ | 1997 GC11       | ۳ آوریل ۱۹۹۷    |
| ۱۴۵۲۱ | 1997 GL15       | ۳ آوریل ۱۹۹۷    |
| ۱۴۵۲۲ | 1997 GS21       | ۶ آوریل ۱۹۹۷    |
| ۱۴۵۲۳ | 1997 GV21       | ۶ آوریل ۱۹۹۷    |
| ۱۴۵۲۴ | 1997 GK23       | ۶ آوریل ۱۹۹۷    |
| ۱۴۵۲۵ | 1997 GV35       | ۶ آوریل ۱۹۹۷    |
| ۱۴۵۲۶ | Xenocrates      | ۶ مه ۱۹۹۷       |
| ۱۴۵۲۷ | 1997 JD12       | ۳ مه ۱۹۹۷       |
| ۱۴۵۲۸ | 1997 JN15       | ۳ مه ۱۹۹۷       |
| ۱۴۵۲۹ | 1997 NR2        | ۶ ژوئیه ۱۹۹۷    |
| ۱۴۵۲۹ | 1997 PR         | ۱ اوت ۱۹۹۷      |
| ۱۴۵۳۱ | 1997 PM2        | ۷ اوت ۱۹۹۷      |
| ۱۴۵۳۱ | 1997 QM         | ۲۵ اوت ۱۹۹۷     |
| ۱۴۵۳۳ | Roy             | ۲۴ اوت ۱۹۹۷     |
| ۱۴۵۳۴ | 1997 QE2        | ۲۷ اوت ۱۹۹۷     |
| ۱۴۵۳۵ | Kazuyukihanda   | ۱ سپتامبر ۱۹۹۷  |
| ۱۴۵۳۶ | 1997 RY2        | ۳ سپتامبر ۱۹۹۷  |
| ۱۴۵۳۶ | 1997            | ۱۹۹۷            |
| ۱۴۵۳۸ | 1997 RR8        | ۱۲ سپتامبر ۱۹۹۷ |
| ۱۴۵۳۸ | 1997            | RU۹             |
| ۱۴۵۴۰ | 1997 RJ10       | ۱۳ سپتامبر ۱۹۹۷ |
| ۱۴۵۴۰ | 1997 SF         | ۲۰ سپتامبر ۱۹۹۷ |
| ۱۴۵۴۲ | Karitskaya      | ۲۹ سپتامبر ۱۹۹۷ |
| ۱۴۵۴۳ | Sajigawasuiseki | ۲۸ سپتامبر ۱۹۹۷ |
| ۱۴۵۴۴ | 1997 SG21       | ۲۹ سپتامبر ۱۹۹۷ |
| ۱۴۵۴۵ | 1997 SK25       | ۲۹ سپتامبر ۱۹۹۷ |
| ۱۴۵۴۶ | 1997 TM18       | ۳ اکتبر ۱۹۹۷    |
| ۱۴۵۴۷ | 1997 TF19       | ۸ اکتبر ۱۹۹۷    |
| ۱۴۵۴۸ | 1997 TJ24       | ۵ اکتبر ۱۹۹۷    |
| ۱۴۵۴۹ | 1997 TM27       | ۸ اکتبر ۱۹۹۷    |
| ۱۴۵۵۰ | Lehky           | ۲۷ اکتبر ۱۹۹۷   |
| ۱۴۵۵۱ | Itagaki         | ۲۲ اکتبر ۱۹۹۷   |
| ۱۴۵۵۲ | 1997 UX20       | ۲۴ اکتبر ۱۹۹۷   |
| ۱۴۵۵۳ | 1997 UD25       | ۲۷ اکتبر ۱۹۹۷   |
| ۱۴۵۵۴ | 1997 UE25       | ۲۷ اکتبر ۱۹۹۷   |
| ۱۴۵۵۴ | 1997 VQ         | ۱ نوامبر ۱۹۹۷   |
| ۱۴۵۵۶ | 1997 VN1        | ۱ نوامبر ۱۹۹۷   |
| ۱۴۵۵۷ | 1997 VG8        | ۱۵ نوامبر ۱۹۹۷  |
| ۱۴۵۵۸ | Wangganchang    | ۱۹ نوامبر ۱۹۹۷  |
| ۱۴۵۵۹ | 1997 WP28       | ۲۹ نوامبر ۱۹۹۷  |
| ۱۴۵۶۰ | 1997 WB33       | ۲۹ نوامبر ۱۹۹۷  |
| ۱۴۵۶۱ | 1997 WC34       | ۲۹ نوامبر ۱۹۹۷  |
| ۱۴۵۶۲ | 1997 YQ19       | ۲۷ دسامبر ۱۹۹۷  |
| ۱۴۵۶۳ | 1998 AV5        | ۸ ژانویه ۱۹۹۸   |
| ۱۴۵۶۴ | Heasley         | ۲۶ ژانویه ۱۹۹۸  |
| ۱۴۵۶۵ | 1998 EQ10       | ۱ مارس ۱۹۹۸     |
| ۱۴۵۶۶ | Hokuleʻa        | ۱۹ ژوئن ۱۹۹۸    |
| ۱۴۵۶۷ | Nicovincenti    | ۱۹ ژوئن ۱۹۹۸    |
| ۱۴۵۶۸ | Zanotta         | ۱۹ ژوئیه ۱۹۹۸   |
| ۱۴۵۶۹ | 1998 QB32       | ۱۷ اوت ۱۹۹۸     |
| ۱۴۵۷۰ | Burkam          | ۱۷ اوت ۱۹۹۸     |
| ۱۴۵۷۱ | Caralexander    | ۱۷ اوت ۱۹۹۸     |
| ۱۴۵۷۲ | Armando         | ۲۷ اوت ۱۹۹۸     |
| ۱۴۵۷۳ | Montebugnoli    | ۲۷ اوت ۱۹۹۸     |
| ۱۴۵۷۴ | Payette         | ۳۰ اوت ۱۹۹۸     |
| ۱۴۵۷۵ | Jamesblanc      | ۲۸ اوت ۱۹۹۸     |
| ۱۴۵۷۶ | Jefholley       | ۲۸ اوت ۱۹۹۸     |
| ۱۴۵۷۷ | 1998 QN93       | ۲۸ اوت ۱۹۹۸     |
| ۱۴۵۷۸ | 1998 QO93       | ۲۸ اوت ۱۹۹۸     |
| ۱۴۵۷۹ | 1998 QZ99       | ۲۶ اوت ۱۹۹۸     |
| ۱۴۵۸۰ | 1998 QW101      | ۲۶ اوت ۱۹۹۸     |
| ۱۴۵۸۱ | 1998 RT4        | ۱۴ سپتامبر ۱۹۹۸ |
| ۱۴۵۸۲ | Conlin          | ۱۴ سپتامبر ۱۹۹۸ |
| ۱۴۵۸۳ | Lester          | ۱۴ سپتامبر ۱۹۹۸ |
| ۱۴۵۸۴ | Lawson          | ۱۴ سپتامبر ۱۹۹۸ |
| ۱۴۵۸۵ | 1998 RX64       | ۱۴ سپتامبر ۱۹۹۸ |
| ۱۴۵۸۶ | 1998 RN70       | ۱۴ سپتامبر ۱۹۹۸ |
| ۱۴۵۸۷ | 1998 RW70       | ۱۴ سپتامبر ۱۹۹۸ |
| ۱۴۵۸۸ | Pharrams        | ۱۴ سپتامبر ۱۹۹۸ |
| ۱۴۵۸۹ | Stevenbyrnes    | ۱۴ سپتامبر ۱۹۹۸ |
| ۱۴۵۹۰ | 1998 RL80       | ۱۴ سپتامبر ۱۹۹۸ |
| ۱۴۵۹۱ | 1998 SZ21       | ۲۳ سپتامبر ۱۹۹۸ |
| ۱۴۵۹۲ | 1998 SV22       | ۲۰ سپتامبر ۱۹۹۸ |
| ۱۴۵۹۳ | Everett         | ۲۲ سپتامبر ۱۹۹۸ |
| ۱۴۵۹۴ | Jindrasilhan    | ۲۴ سپتامبر ۱۹۹۸ |
| ۱۴۵۹۵ | Peaker          | ۲۳ سپتامبر ۱۹۹۸ |
| ۱۴۵۹۶ | Bergstralh      | ۱۶ سپتامبر ۱۹۹۸ |
| ۱۴۵۹۷ | Waynerichie     | ۱۷ سپتامبر ۱۹۹۸ |
| ۱۴۵۹۸ | Larrysmith      | ۱۷ سپتامبر ۱۹۹۸ |
| ۱۴۵۹۹ | 1998 SV64       | ۲۰ سپتامبر ۱۹۹۸ |
| ۱۴۶۰۰ | 1998 SG73       | ۲۱ سپتامبر ۱۹۹۸ |
| ۱۴۶۰۱ | 1998 SU73       | ۲۱ سپتامبر ۱۹۹۸ |
| ۱۴۶۰۲ | 1998 SW74       | ۲۱ سپتامبر ۱۹۹۸ |
| ۱۴۶۰۳ | 1998 SK115      | ۲۶ سپتامبر ۱۹۹۸ |
| ۱۴۶۰۴ | 1998 SM115      | ۲۶ سپتامبر ۱۹۹۸ |
| ۱۴۶۰۵ | Hyeyeonchoi     | ۲۶ سپتامبر ۱۹۹۸ |
| ۱۴۶۰۶ | Hifleischer     | ۲۶ سپتامبر ۱۹۹۸ |
| ۱۴۶۰۷ | 1998 SG132      | ۲۶ سپتامبر ۱۹۹۸ |
| ۱۴۶۰۸ | 1998 SN135      | ۲۶ سپتامبر ۱۹۹۸ |
| ۱۴۶۰۹ | 1998 SW145      | ۲۰ سپتامبر ۱۹۹۸ |
| ۱۴۶۱۰ | 1998 SE146      | ۲۰ سپتامبر ۱۹۹۸ |
| ۱۴۶۱۱ | 1998 SA148      | ۲۰ سپتامبر ۱۹۹۸ |
| ۱۴۶۱۲ | Irtish          | ۱۸ سپتامبر ۱۹۹۸ |
| ۱۴۶۱۳ | Sanchez         | ۱۳ اکتبر ۱۹۹۸   |
| ۱۴۶۱۴ | 1998 TX2        | ۱۳ اکتبر ۱۹۹۸   |
| ۱۴۶۱۵ | 1998 TR5        | ۱۳ اکتبر ۱۹۹۸   |
| ۱۴۶۱۵ | 1998            | TK۳۰            |
| ۱۴۶۱۷ | Lasvergnas      | ۲۱ اکتبر ۱۹۹۸   |
| ۱۴۶۱۸ | 1998 UK7        | ۲۲ اکتبر ۱۹۹۸   |
| ۱۴۶۱۹ | Plotkin         | ۱۶ اکتبر ۱۹۹۸   |
| ۱۴۶۲۰ | 1998 UP15       | ۲۳ اکتبر ۱۹۹۸   |
| ۱۴۶۲۱ | Tati            | ۲۲ اکتبر ۱۹۹۸   |
| ۱۴۶۲۲ | 1998 UN18       | ۲۸ اکتبر ۱۹۹۸   |
| ۱۴۶۲۳ | Kamoun          | ۱۷ اکتبر ۱۹۹۸   |
| ۱۴۶۲۴ | Prymachenko     | ۱۸ اکتبر ۱۹۹۸   |
| ۱۴۶۲۵ | 1998 UH31       | ۱۸ اکتبر ۱۹۹۸   |
| ۱۴۶۲۶ | 1998 UP39       | ۲۸ اکتبر ۱۹۹۸   |
| ۱۴۶۲۷ | Emilkowalski    | ۷ نوامبر ۱۹۹۸   |
| ۱۴۶۲۸ | 1998 VX18       | ۱۰ نوامبر ۱۹۹۸  |
| ۱۴۶۲۹ | 1998 VT30       | ۱۰ نوامبر ۱۹۹۸  |
| ۱۴۶۳۰ | 1998 VQ31       | ۱۰ نوامبر ۱۹۹۸  |
| ۱۴۶۳۱ | 1998 VS32       | ۱۵ نوامبر ۱۹۹۸  |
| ۱۴۶۳۲ | Flensburg       | ۱۱ نوامبر ۱۹۹۸  |
| ۱۴۶۳۳ | 1998 VY34       | ۱۲ نوامبر ۱۹۹۸  |
| ۱۴۶۳۴ | 1998 VE37       | ۱۰ نوامبر ۱۹۹۸  |
| ۱۴۶۳۵ | 1998 VO38       | ۱۰ نوامبر ۱۹۹۸  |
| ۱۴۶۳۶ | 1998 VD44       | ۱۵ نوامبر ۱۹۹۸  |
| ۱۴۶۳۷ | 1998 WN1        | ۱۸ نوامبر ۱۹۹۸  |
| ۱۴۶۳۸ | 1998 WQ1        | ۱۸ نوامبر ۱۹۹۸  |
| ۱۴۶۳۹ | 1998 WK3        | ۱۹ نوامبر ۱۹۹۸  |
| ۱۴۶۴۰ | 1998 WF4        | ۱۸ نوامبر ۱۹۹۸  |
| ۱۴۶۴۱ | 1998 WC6        | ۱۸ نوامبر ۱۹۹۸  |
| ۱۴۶۴۲ | 1998 WF24       | ۲۵ نوامبر ۱۹۹۸  |
| ۱۴۶۴۳ | Morata          | ۲۴ نوامبر ۱۹۹۸  |
| ۱۴۶۴۴ | 1998 XR3        | ۹ دسامبر ۱۹۹۸   |
| ۱۴۶۴۵ | 1998 XR9        | ۱۴ دسامبر ۱۹۹۸  |
| ۱۴۶۴۶ | 1998 XO28       | ۱۴ دسامبر ۱۹۹۸  |
| ۱۴۶۴۷ | 1998 XG48       | ۱۴ دسامبر ۱۹۹۸  |
| ۱۴۶۴۸ | 1998 XV49       | ۱۴ دسامبر ۱۹۹۸  |
| ۱۴۶۴۹ | 1998 XW62       | ۱۲ دسامبر ۱۹۹۸  |
| ۱۴۶۵۰ | 1998 YD3        | ۱۷ دسامبر ۱۹۹۸  |
| ۱۴۶۵۱ | 1998 YE5        | ۱۸ دسامبر ۱۹۹۸  |
| ۱۴۶۵۲ | 1998 YT8        | ۱۷ دسامبر ۱۹۹۸  |
| ۱۴۶۵۳ | 1998 YV11       | ۲۶ دسامبر ۱۹۹۸  |
| ۱۴۶۵۴ | Rajivgupta      | ۲۲ دسامبر ۱۹۹۸  |
| ۱۴۶۵۵ | 1998 YJ22       | ۲۱ دسامبر ۱۹۹۸  |
| ۱۴۶۵۶ | Lijiang         | ۲۹ دسامبر ۱۹۹۸  |
| ۱۴۶۵۷ | 1998 YU27       | ۲۶ دسامبر ۱۹۹۸  |
| ۱۴۶۵۸ | 1999 AC10       | ۱۳ ژانویه ۱۹۹۹  |
| ۱۴۶۵۹ | Gregoriana      | ۱۵ ژانویه ۱۹۹۹  |
| ۱۴۶۶۰ | 1999 BO1        | ۱۶ ژانویه ۱۹۹۹  |
| ۱۴۶۶۱ | 1999 BH10       | ۲۳ ژانویه ۱۹۹۹  |
| ۱۴۶۶۲ | 1999 BF12       | ۲۲ ژانویه ۱۹۹۹  |
| ۱۴۶۶۳ | 1999 BP25       | ۱۸ ژانویه ۱۹۹۹  |
| ۱۴۶۶۴ | Vandervelden    | ۲۵ ژانویه ۱۹۹۹  |
| ۱۴۶۶۵ | 1999 CC5        | ۱۲ فوریه ۱۹۹۹   |
| ۱۴۶۶۶ | 1999 CG17       | ۱۰ فوریه ۱۹۹۹   |
| ۱۴۶۶۷ | 1999 CS19       | ۱۰ فوریه ۱۹۹۹   |
| ۱۴۶۶۸ | 1999 CB67       | ۱۲ فوریه ۱۹۹۹   |
| ۱۴۶۶۹ | Beletic         | ۱۶ فوریه ۱۹۹۹   |
| ۱۴۶۷۰ | 1999 JG53       | ۱۰ مه ۱۹۹۹      |
| ۱۴۶۷۱ | 1999 RM49       | ۷ سپتامبر ۱۹۹۹  |
| ۱۴۶۷۲ | 1999 RO94       | ۷ سپتامبر ۱۹۹۹  |
| ۱۴۶۷۳ | 1999 RK169      | ۹ سپتامبر ۱۹۹۹  |
| ۱۴۶۷۴ | 1999 UD5        | ۲۹ اکتبر ۱۹۹۹   |
| ۱۴۶۷۵ | 1999 VS7        | ۷ نوامبر ۱۹۹۹   |
| ۱۴۶۷۶ | 1999 WW7        | ۲۹ نوامبر ۱۹۹۹  |
| ۱۴۶۷۶ | 1999 XZ         | ۲ دسامبر ۱۹۹۹   |
| ۱۴۶۷۸ | Pinney          | ۶ دسامبر ۱۹۹۹   |
| ۱۴۶۷۹ | Susanreed       | ۷ دسامبر ۱۹۹۹   |
| ۱۴۶۸۰ | 1999 XV104      | ۱۰ دسامبر ۱۹۹۹  |
| ۱۴۶۸۱ | 1999 XW108      | ۴ دسامبر ۱۹۹۹   |
| ۱۴۶۸۲ | 1999 XY110      | ۵ دسامبر ۱۹۹۹   |
| ۱۴۶۸۳ | Remy            | ۸ دسامبر ۱۹۹۹   |
| ۱۴۶۸۴ | Reyes           | ۱۰ دسامبر ۱۹۹۹  |
| ۱۴۶۸۵ | 1999 XM172      | ۱۰ دسامبر ۱۹۹۹  |
| ۱۴۶۸۶ | 1999 XA174      | ۱۰ دسامبر ۱۹۹۹  |
| ۱۴۶۸۷ | 1999 YR13       | ۳۰ دسامبر ۱۹۹۹  |
| ۱۴۶۸۸ | 2000 AJ2        | ۳ ژانویه ۲۰۰۰   |
| ۱۴۶۸۹ | 2000 AM2        | ۳ ژانویه ۲۰۰۰   |
| ۱۴۶۹۰ | 2000 AR25       | ۳ ژانویه ۲۰۰۰   |
| ۱۴۶۹۱ | 2000 AK119      | ۵ ژانویه ۲۰۰۰   |
| ۱۴۶۹۲ | 2000 AG133      | ۳ ژانویه ۲۰۰۰   |
| ۱۴۶۹۳ | Selwyn          | ۵ ژانویه ۲۰۰۰   |
| ۱۴۶۹۴ | Skurat          | ۶ ژانویه ۲۰۰۰   |
| ۱۴۶۹۵ | 2000 AR200      | ۹ ژانویه ۲۰۰۰   |
| ۱۴۶۹۶ | Lindawilliams   | ۱۰ ژانویه ۲۰۰۰  |
| ۱۴۶۹۷ | Ronsawyer       | ۶ ژانویه ۲۰۰۰   |
| ۱۴۶۹۸ | Scottyoung      | ۳ ژانویه ۲۰۰۰   |
| ۱۴۶۹۹ | Klarasmi        | ۶ ژانویه ۲۰۰۰   |
| ۱۴۷۰۰ | Johnreid        | ۶ ژانویه ۲۰۰۰   |
| ۱۴۷۰۱ | 2000 AO240      | ۷ ژانویه ۲۰۰۰   |
| ۱۴۷۰۲ | Benclark        | ۷ ژانویه ۲۰۰۰   |
| ۱۴۷۰۳ | 2000 AX243      | ۷ ژانویه ۲۰۰۰   |
| ۱۴۷۰۴ | 2000 CE2        | ۲ فوریه ۲۰۰۰    |
| ۱۴۷۰۵ | 2000 CG2        | ۲ فوریه ۲۰۰۰    |
| ۱۴۷۰۶ | 2000 CQ2        | ۴ فوریه ۲۰۰۰    |
| ۱۴۷۰۷ | 2000 CC20       | ۲ فوریه ۲۰۰۰    |
| ۱۴۷۰۸ | Slaven          | ۲ فوریه ۲۰۰۰    |
| ۱۴۷۰۹ | 2000 CO29       | ۲ فوریه ۲۰۰۰    |
| ۱۴۷۱۰ | 2000 CC33       | ۲ فوریه ۲۰۰۰    |
| ۱۴۷۱۱ | 2000 CG36       | ۲ فوریه ۲۰۰۰    |
| ۱۴۷۱۲ | 2000 CO51       | ۲ فوریه ۲۰۰۰    |
| ۱۴۷۱۳ | 2000 CS63       | ۲ فوریه ۲۰۰۰    |
| ۱۴۷۱۴ | 2000 CQ65       | ۴ فوریه ۲۰۰۰    |
| ۱۴۷۱۵ | 2000 CD71       | ۷ فوریه ۲۰۰۰    |
| ۱۴۷۱۶ | 2000 CX81       | ۴ فوریه ۲۰۰۰    |
| ۱۴۷۱۷ | 2000 CJ82       | ۴ فوریه ۲۰۰۰    |
| ۱۴۷۱۸ | 2000 CX83       | ۴ فوریه ۲۰۰۰    |
| ۱۴۷۱۹ | Sobey           | ۴ فوریه ۲۰۰۰    |
| ۱۴۷۲۰ | 2000 CQ85       | ۴ فوریه ۲۰۰۰    |
| ۱۴۷۲۱ | 2000 CW91       | ۶ فوریه ۲۰۰۰    |
| ۱۴۷۲۲ | 2000 CK92       | ۶ فوریه ۲۰۰۰    |
| ۱۴۷۲۳ | 2000 CB93       | ۶ فوریه ۲۰۰۰    |
| ۱۴۷۲۴ | SNO             | ۱۰ فوریه ۲۰۰۰   |
| ۱۴۷۲۵ | 2000 DC3        | ۲۷ فوریه ۲۰۰۰   |
| ۱۴۷۲۶ | 2000 DD3        | ۲۷ فوریه ۲۰۰۰   |
| ۱۴۷۲۷ | Suggs           | ۲۷ فوریه ۲۰۰۰   |
| ۱۴۷۲۸ | 2000 DY14       | ۲۶ فوریه ۲۰۰۰   |
| ۱۴۷۲۹ | 2000 DK16       | ۲۹ فوریه ۲۰۰۰   |
| ۱۴۷۳۰ | 2000 DS19       | ۲۹ فوریه ۲۰۰۰   |
| ۱۴۷۳۱ | 2000 DY68       | ۲۹ فوریه ۲۰۰۰   |
| ۱۴۷۳۲ | 2000 DX71       | ۲۹ فوریه ۲۰۰۰   |
| ۱۴۷۳۳ | 2000 DV74       | ۲۹ فوریه ۲۰۰۰   |
| ۱۴۷۳۴ | Susanstoker     | ۲۹ فوریه ۲۰۰۰   |
| ۱۴۷۳۵ | 2000 DV86       | ۲۹ فوریه ۲۰۰۰   |
| ۱۴۷۳۶ | 2000 DW97       | ۲۹ فوریه ۲۰۰۰   |
| ۱۴۷۳۷ | 2000 DU99       | ۲۹ فوریه ۲۰۰۰   |
| ۱۴۷۳۸ | 2000 DW106      | ۲۹ فوریه ۲۰۰۰   |
| ۱۴۷۳۹ | 2000 EF21       | ۳ مارس ۲۰۰۰     |
| ۱۴۷۴۰ | 2000 ED32       | ۵ مارس ۲۰۰۰     |
| ۱۴۷۴۱ | 2000 EQ49       | ۹ مارس ۲۰۰۰     |
| ۱۴۷۴۲ | 2000 EQ56       | ۸ مارس ۲۰۰۰     |
| ۱۴۷۴۲ | 2016 P-L        | ۲۴ سپتامبر ۱۹۶۰ |
| ۱۴۷۴۲ | 2092 P-L        | ۲۶ سپتامبر ۱۹۶۰ |
| ۱۴۷۴۲ | 2154 P-L        | ۲۴ سپتامبر ۱۹۶۰ |
| ۱۴۷۴۲ | 2164 P-L        | ۲۶ سپتامبر ۱۹۶۰ |
| ۱۴۷۴۲ | 2541 P-L        | ۲۴ سپتامبر ۱۹۶۰ |
| ۱۴۷۴۲ | 2620 P-L        | ۲۴ سپتامبر ۱۹۶۰ |
| ۱۴۷۴۲ | 2626 P-L        | ۲۶ سپتامبر ۱۹۶۰ |
| ۱۴۷۴۲ | 2654 P-L        | ۲۴ سپتامبر ۱۹۶۰ |
| ۱۴۷۴۲ | 2688 P-L        | ۲۴ سپتامبر ۱۹۶۰ |
| ۱۴۷۴۲ | 3005 P-L        | ۲۴ سپتامبر ۱۹۶۰ |
| ۱۴۷۴۲ | 4592 P-L        | ۲۴ سپتامبر ۱۹۶۰ |
| ۱۴۷۴۲ | 4806 P-L        | ۲۴ سپتامبر ۱۹۶۰ |
| ۱۴۷۴۲ | 6069 P-L        | ۲۴ سپتامبر ۱۹۶۰ |
| ۱۴۷۴۲ | 6232 P-L        | ۲۴ سپتامبر ۱۹۶۰ |
| ۱۴۷۴۲ | 6309 P-L        | ۲۴ سپتامبر ۱۹۶۰ |
| ۱۴۷۴۲ | 6519 P-L        | ۲۴ سپتامبر ۱۹۶۰ |
| ۱۴۷۴۲ | 6520 P-L        | ۲۴ سپتامبر ۱۹۶۰ |
| ۱۴۷۴۲ | 6595 P-L        | ۲۴ سپتامبر ۱۹۶۰ |
| ۱۴۷۴۲ | 6608 P-L        | ۲۴ سپتامبر ۱۹۶۰ |
| ۱۴۷۴۲ | 6647 P-L        | ۲۶ سپتامبر ۱۹۶۰ |
| ۱۴۷۴۲ | 6793 P-L        | ۲۴ سپتامبر ۱۹۶۰ |
| ۱۴۷۴۲ | 7072 P-L        | ۱۷ اکتبر ۱۹۶۰   |
| ۱۴۷۴۲ | 9519 P-L        | ۱۷ اکتبر ۱۹۶۰   |
| ۱۴۷۴۲ | 9594 P-L        | ۱۷ اکتبر ۱۹۶۰   |
| ۱۴۷۶۷ | 1137 T-1        | ۲۵ مارس ۱۹۷۱    |
| ۱۴۷۶۸ | 1238 T-1        | ۲۵ مارس ۱۹۷۱    |
| ۱۴۷۶۹ | 2175 T-1        | ۲۵ مارس ۱۹۷۱    |
| ۱۴۷۷۰ | 2198 T-1        | ۲۵ مارس ۱۹۷۱    |
| ۱۴۷۷۱ | 4105 T-1        | ۲۶ مارس ۱۹۷۱    |
| ۱۴۷۷۲ | 4195 T-1        | ۲۶ مارس ۱۹۷۱    |
| ۱۴۷۷۳ | 4264 T-1        | ۲۶ مارس ۱۹۷۱    |
| ۱۴۷۷۴ | 4845 T-1        | ۱۳ مه ۱۹۷۱      |
| ۱۴۷۷۵ | 1139 T-2        | ۲۹ سپتامبر ۱۹۷۳ |
| ۱۴۷۷۶ | 1282 T-2        | ۲۹ سپتامبر ۱۹۷۳ |
| ۱۴۷۷۷ | 2078 T-2        | ۲۹ سپتامبر ۱۹۷۳ |
| ۱۴۷۷۸ | 2216 T-2        | ۲۹ سپتامبر ۱۹۷۳ |
| ۱۴۷۷۹ | 3072 T-2        | ۳۰ سپتامبر ۱۹۷۳ |
| ۱۴۷۸۰ | 1078 T-3        | ۱۷ اکتبر ۱۹۷۷   |
| ۱۴۷۸۱ | 1107 T-3        | ۱۷ اکتبر ۱۹۷۷   |
| ۱۴۷۸۲ | 3149 T-3        | ۱۶ اکتبر ۱۹۷۷   |
| ۱۴۷۸۳ | 3152 T-3        | ۱۶ اکتبر ۱۹۷۷   |
| ۱۴۷۸۴ | 3268 T-3        | ۱۶ اکتبر ۱۹۷۷   |
| ۱۴۷۸۵ | 3508 T-3        | ۱۶ اکتبر ۱۹۷۷   |
| ۱۴۷۸۶ | 4052 T-3        | ۱۶ اکتبر ۱۹۷۷   |
| ۱۴۷۸۷ | 5038 T-3        | ۱۶ اکتبر ۱۹۷۷   |
| ۱۴۷۸۸ | 5172 T-3        | ۱۶ اکتبر ۱۹۷۷   |
| ۱۴۷۸۹ | GAISH           | ۸ اکتبر ۱۹۶۹    |
| ۱۴۷۹۰ | Beletskij       | ۳۰ ژوئیه ۱۹۷۰   |
| ۱۴۷۹۱ | Atreus          | ۱۹ سپتامبر ۱۹۷۳ |
| ۱۴۷۹۲ | Thyestes        | ۲۴ سپتامبر ۱۹۷۳ |
| ۱۴۷۹۳ | 1975 SE2        | ۳۰ سپتامبر ۱۹۷۵ |
| ۱۴۷۹۴ | Konetskiy       | ۲۴ سپتامبر ۱۹۷۶ |
| ۱۴۷۹۵ | Syoyou          | ۱۲ مارس ۱۹۷۷    |
| ۱۴۷۹۶ | 1977 XF2        | ۷ دسامبر ۱۹۷۷   |
| ۱۴۷۹۷ | 1977 XZ2        | ۷ دسامبر ۱۹۷۷   |
| ۱۴۷۹۸ | 1978 UW4        | ۲۷ اکتبر ۱۹۷۸   |
| ۱۴۷۹۹ | 1979 MS2        | ۲۵ ژوئن ۱۹۷۹    |
| ۱۴۸۰۰ | 1979 MP4        | ۲۵ ژوئن ۱۹۷۹    |
| ۱۴۸۰۱ | 1980 PE3        | ۱۵ اوت ۱۹۸۰     |
| ۱۴۸۰۲ | 1981 DJ2        | ۲۸ فوریه ۱۹۸۱   |
| ۱۴۸۰۳ | 1981 EL7        | ۱ مارس ۱۹۸۱     |
| ۱۴۸۰۴ | 1981 EW13       | ۱ مارس ۱۹۸۱     |
| ۱۴۸۰۵ | 1981 ED15       | ۱ مارس ۱۹۸۱     |
| ۱۴۸۰۶ | 1981 EV25       | ۲ مارس ۱۹۸۱     |
| ۱۴۸۰۷ | 1981 EN26       | ۲ مارس ۱۹۸۱     |
| ۱۴۸۰۸ | 1981 EV27       | ۲ مارس ۱۹۸۱     |
| ۱۴۸۰۹ | 1981 ES28       | ۶ مارس ۱۹۸۱     |
| ۱۴۸۱۰ | 1981 EM31       | ۲ مارس ۱۹۸۱     |
| ۱۴۸۱۱ | 1981 ED43       | ۲ مارس ۱۹۸۱     |
| ۱۴۸۱۲ | Rosario         | ۹ مه ۱۹۸۱       |
| ۱۴۸۱۳ | 1981 QW2        | ۲۳ اوت ۱۹۸۱     |
| ۱۴۸۱۴ | Gurij           | ۷ سپتامبر ۱۹۸۱  |
| ۱۴۸۱۵ | Rutberg         | ۷ اکتبر ۱۹۸۱    |
| ۱۴۸۱۶ | 1981 UQ22       | ۲۴ اکتبر ۱۹۸۱   |
| ۱۴۸۱۷ | 1982 FJ3        | ۲۱ مارس ۱۹۸۲    |
| ۱۴۸۱۸ | 1982 UF7        | ۲۱ اکتبر ۱۹۸۲   |
| ۱۴۸۱۹ | Nikolaylaverov  | ۲۵ اکتبر ۱۹۸۲   |
| ۱۴۸۲۰ | Aizuyaichi      | ۱۴ نوامبر ۱۹۸۲  |
| ۱۴۸۲۱ | Motaeno         | ۱۴ نوامبر ۱۹۸۲  |
| ۱۴۸۲۲ | 1984 SR5        | ۲۱ سپتامبر ۱۹۸۴ |
| ۱۴۸۲۳ | 1984 ST5        | ۲۱ سپتامبر ۱۹۸۴ |
| ۱۴۸۲۴ | 1985 CF2        | ۱۳ فوریه ۱۹۸۵   |
| ۱۴۸۲۴ | 1985 RQ         | ۱۴ سپتامبر ۱۹۸۵ |
| ۱۴۸۲۶ | Nicollier       | ۱۶ سپتامبر ۱۹۸۵ |
| ۱۴۸۲۷ | Hypnos          | ۵ مه ۱۹۸۶       |
| ۱۴۸۲۸ | 1986 QT1        | ۲۷ اوت ۱۹۸۶     |
| ۱۴۸۲۹ | Povalyaeva      | ۳ اکتبر ۱۹۸۶    |
| ۱۴۸۳۰ | 1986 XR5        | ۵ دسامبر ۱۹۸۶   |
| ۱۴۸۳۱ | Gentileschi     | ۲۲ ژانویه ۱۹۸۷  |
| ۱۴۸۳۲ | Alechinsky      | ۲۷ اوت ۱۹۸۷     |
| ۱۴۸۳۳ | 1987 SP1        | ۲۱ سپتامبر ۱۹۸۷ |
| ۱۴۸۳۴ | Isaev           | ۱۷ سپتامبر ۱۹۸۷ |
| ۱۴۸۳۵ | Holdridge       | ۲۶ نوامبر ۱۹۸۷  |
| ۱۴۸۳۶ | Maxfrisch       | ۱۴ فوریه ۱۹۸۸   |
| ۱۴۸۳۷ | 1988 RN2        | ۸ سپتامبر ۱۹۸۸  |
| ۱۴۸۳۸ | 1988 RK6        | ۶ سپتامبر ۱۹۸۸  |
| ۱۴۸۳۹ | 1988 RH8        | ۱۱ سپتامبر ۱۹۸۸ |
| ۱۴۸۴۰ | 1988 RR11       | ۱۴ سپتامبر ۱۹۸۸ |
| ۱۴۸۴۰ | 1988 TU         | ۱۳ اکتبر ۱۹۸۸   |
| ۱۴۸۴۲ | 1988 TN1        | ۱۳ اکتبر ۱۹۸۸   |
| ۱۴۸۴۳ | 1988 VP3        | ۱۲ نوامبر ۱۹۸۸  |
| ۱۴۸۴۴ | 1988 VT3        | ۱۴ نوامبر ۱۹۸۸  |
| ۱۴۸۴۵ | Hegel           | ۳ نوامبر ۱۹۸۸   |
| ۱۴۸۴۶ | Lampedusa       | ۲۹ ژانویه ۱۹۸۹  |
| ۱۴۸۴۷ | 1989 CY2        | ۴ فوریه ۱۹۸۹    |
| ۱۴۸۴۸ | 1989 GK1        | ۳ آوریل ۱۹۸۹    |
| ۱۴۸۴۹ | 1989 GQ1        | ۳ آوریل ۱۹۸۹    |
| ۱۴۸۴۹ | 1989 QH         | ۲۹ اوت ۱۹۸۹     |
| ۱۴۸۴۹ | 1989 SD         | ۲۳ سپتامبر ۱۹۸۹ |
| ۱۴۸۴۹ | 1989 SE         | ۲۳ سپتامبر ۱۹۸۹ |
| ۱۴۸۴۹ | 1989 SX         | ۳۰ سپتامبر ۱۹۸۹ |
| ۱۴۸۵۴ | 1989 SO1        | ۲۶ سپتامبر ۱۹۸۹ |
| ۱۴۸۵۵ | 1989 SP9        | ۲۵ سپتامبر ۱۹۸۹ |
| ۱۴۸۵۶ | 1989 SY13       | ۲۶ سپتامبر ۱۹۸۹ |
| ۱۴۸۵۶ | 1989 TT         | ۱ اکتبر ۱۹۸۹    |
| ۱۴۸۵۸ | 1989 UW3        | ۲۷ اکتبر ۱۹۸۹   |
| ۱۴۸۵۹ | 1989 WU1        | ۲۵ نوامبر ۱۹۸۹  |
| ۱۴۸۶۰ | 1989 WD3        | ۲۷ نوامبر ۱۹۸۹  |
| ۱۴۸۶۱ | 1990 DA2        | ۲۴ فوریه ۱۹۹۰   |
| ۱۴۸۶۲ | 1990 EQ2        | ۲ مارس ۱۹۹۰     |
| ۱۴۸۶۲ | 1990 OK         | ۱۸ ژوئیه ۱۹۹۰   |
| ۱۴۸۶۴ | 1990 QK4        | ۲۳ اوت ۱۹۹۰     |
| ۱۴۸۶۵ | 1990 QE7        | ۲۰ اوت ۱۹۹۰     |
| ۱۴۸۶۶ | 1990 RF1        | ۱۴ سپتامبر ۱۹۹۰ |
| ۱۴۸۶۷ | 1990 RW4        | ۱۵ سپتامبر ۱۹۹۰ |
| ۱۴۸۶۸ | 1990 RA7        | ۱۳ سپتامبر ۱۹۹۰ |
| ۱۴۸۶۹ | 1990 ST8        | ۲۲ سپتامبر ۱۹۹۰ |
| ۱۴۸۷۰ | 1990 SM14       | ۲۴ سپتامبر ۱۹۹۰ |
| ۱۴۸۷۱ | Pyramus         | ۱۳ اکتبر ۱۹۹۰   |
| ۱۴۸۷۱ | Pyramus         | UR              |
| ۱۴۸۷۳ | Shoyo           | ۲۸ اکتبر ۱۹۹۰   |
| ۱۴۸۷۴ | 1990 US4        | ۱۶ اکتبر ۱۹۹۰   |
| ۱۴۸۷۵ | 1990 WZ1        | ۱۸ نوامبر ۱۹۹۰  |
| ۱۴۸۷۶ | 1990 WD2        | ۱۸ نوامبر ۱۹۹۰  |
| ۱۴۸۷۷ | Zauberflote     | ۱۹ نوامبر ۱۹۹۰  |
| ۱۴۸۷۸ | 1990 WE9        | ۱۹ نوامبر ۱۹۹۰  |
| ۱۴۸۷۹ | 1991 AL2        | ۷ ژانویه ۱۹۹۱   |
| ۱۴۸۸۰ | 1991 CJ1        | ۷ فوریه ۱۹۹۱    |
| ۱۴۸۸۰ | 1991 PK         | ۵ اوت ۱۹۹۱      |
| ۱۴۸۸۲ | 1991 PP11       | ۹ اوت ۱۹۹۱      |
| ۱۴۸۸۳ | 1991 PT11       | ۷ اوت ۱۹۹۱      |
| ۱۴۸۸۴ | 1991 PH16       | ۷ اوت ۱۹۹۱      |
| ۱۴۸۸۵ | 1991 RF2        | ۶ سپتامبر ۱۹۹۱  |
| ۱۴۸۸۶ | 1991 RL9        | ۱۱ سپتامبر ۱۹۹۱ |
| ۱۴۸۸۷ | 1991 RQ14       | ۱۵ سپتامبر ۱۹۹۱ |
| ۱۴۸۸۸ | Kanazawashi     | ۳۰ سپتامبر ۱۹۹۱ |
| ۱۴۸۸۹ | 1991 VX2        | ۵ نوامبر ۱۹۹۱   |
| ۱۴۸۹۰ | 1991 VG3        | ۴ نوامبر ۱۹۹۱   |
| ۱۴۸۹۱ | 1991 VY4        | ۵ نوامبر ۱۹۹۱   |
| ۱۴۸۹۲ | 1991 VE5        | ۴ نوامبر ۱۹۹۱   |
| ۱۴۸۹۳ | 1992 DN6        | ۲۹ فوریه ۱۹۹۲   |
| ۱۴۸۹۴ | 1992 EA8        | ۲ مارس ۱۹۹۲     |
| ۱۴۸۹۵ | 1992 EJ24       | ۲ مارس ۱۹۹۲     |
| ۱۴۸۹۶ | 1992 EB26       | ۸ مارس ۱۹۹۲     |
| ۱۴۸۹۷ | 1992 GE5        | ۶ آوریل ۱۹۹۲    |
| ۱۴۸۹۸ | 1992 JR3        | ۷ مه ۱۹۹۲       |
| ۱۴۸۹۸ | 1992 LS         | ۳ ژوئن ۱۹۹۲     |
| ۱۴۹۰۰ | 1992 RH5        | ۲ سپتامبر ۱۹۹۲  |
| ۱۴۹۰۰ | 1992 SH         | ۲۱ سپتامبر ۱۹۹۲ |
| ۱۴۹۰۲ | Miyairi         | ۱۷ ژانویه ۱۹۹۳  |
| ۱۴۹۰۳ | 1993 DF2        | ۲۵ فوریه ۱۹۹۳   |
| ۱۴۹۰۴ | 1993 FM14       | ۱۷ مارس ۱۹۹۳    |
| ۱۴۹۰۵ | 1993 FV27       | ۲۱ مارس ۱۹۹۳    |
| ۱۴۹۰۶ | 1993 NJ1        | ۱۲ ژوئیه ۱۹۹۳   |
| ۱۴۹۰۷ | 1993 OF3        | ۲۰ ژوئیه ۱۹۹۳   |
| ۱۴۹۰۸ | 1993 OQ4        | ۲۰ ژوئیه ۱۹۹۳   |
| ۱۴۹۰۹ | Kamchatka       | ۱۴ اوت ۱۹۹۳     |
| ۱۴۹۱۰ | 1993 QR4        | ۱۸ اوت ۱۹۹۳     |
| ۱۴۹۱۱ | 1993 RH2        | ۱۵ سپتامبر ۱۹۹۳ |
| ۱۴۹۱۲ | 1993 RP3        | ۱۲ سپتامبر ۱۹۹۳ |
| ۱۴۹۱۳ | 1993 RP7        | ۱۵ سپتامبر ۱۹۹۳ |
| ۱۴۹۱۴ | 1993 TM26       | ۹ اکتبر ۱۹۹۳    |
| ۱۴۹۱۵ | 1993 UM8        | ۲۰ اکتبر ۱۹۹۳   |
| ۱۴۹۱۶ | 1993 VV7        | ۱۰ نوامبر ۱۹۹۳  |
| ۱۴۹۱۷ | Taco            | ۸ ژانویه ۱۹۹۴   |
| ۱۴۹۱۸ | 1994 BP4        | ۲۱ ژانویه ۱۹۹۴  |
| ۱۴۹۱۹ | Robertohaver    | ۶ اوت ۱۹۹۴      |
| ۱۴۹۲۰ | 1994 PE33       | ۱۲ اوت ۱۹۹۴     |
| ۱۴۹۲۰ | 1994 QA         | ۱۶ اوت ۱۹۹۴     |
| ۱۴۹۲۲ | 1994 TA3        | ۲ اکتبر ۱۹۹۴    |
| ۱۴۹۲۳ | 1994 TU3        | ۷ اکتبر ۱۹۹۴    |
| ۱۴۹۲۳ | 1994 VZ         | ۳ نوامبر ۱۹۹۴   |
| ۱۴۹۲۵ | Naoko           | ۴ نوامبر ۱۹۹۴   |
| ۱۴۹۲۶ | Hoshide         | ۴ نوامبر ۱۹۹۴   |
| ۱۴۹۲۷ | Satoshi         | ۱ نوامبر ۱۹۹۴   |
| ۱۴۹۲۸ | 1994 WN1        | ۲۷ نوامبر ۱۹۹۴  |
| ۱۴۹۲۹ | 1994 WP1        | ۲۷ نوامبر ۱۹۹۴  |
| ۱۴۹۳۰ | 1994 WL3        | ۲۸ نوامبر ۱۹۹۴  |
| ۱۴۹۳۱ | 1994 WR3        | ۲۷ نوامبر ۱۹۹۴  |
| ۱۴۹۳۱ | 1994 YC         | ۲۴ دسامبر ۱۹۹۴  |
| ۱۴۹۳۱ | 1994 YX         | ۲۸ دسامبر ۱۹۹۴  |
| ۱۴۹۳۱ | 1995 BP         | ۲۳ ژانویه ۱۹۹۵  |
| ۱۴۹۳۵ | 1995 BP1        | ۲۵ ژانویه ۱۹۹۵  |
| ۱۴۹۳۶ | 1995 BU2        | ۲۷ ژانویه ۱۹۹۵  |
| ۱۴۹۳۷ | Thirsk          | ۱ فوریه ۱۹۹۵    |
| ۱۴۹۳۷ | 1995 DN         | ۲۱ فوریه ۱۹۹۵   |
| ۱۴۹۳۹ | Norikura        | ۲۱ فوریه ۱۹۹۵   |
| ۱۴۹۴۰ | Freiligrath     | ۴ مارس ۱۹۹۵     |
| ۱۴۹۴۱ | Tomswift        | ۲۳ مارس ۱۹۹۵    |
| ۱۴۹۴۲ | Stevebaker      | ۲۱ ژوئن ۱۹۹۵    |
| ۱۴۹۴۳ | 1995 VD19       | ۱۵ نوامبر ۱۹۹۵  |
| ۱۴۹۴۳ | 1995 YV         | ۱۹ دسامبر ۱۹۹۵  |
| ۱۴۹۴۵ | 1995 YM3        | ۲۷ دسامبر ۱۹۹۵  |
| ۱۴۹۴۶ | 1996 AN2        | ۱۳ ژانویه ۱۹۹۶  |
| ۱۴۹۴۷ | Luigibussolino  | ۱۵ ژانویه ۱۹۹۶  |
| ۱۴۹۴۷ | 1996 BA         | ۱۶ ژانویه ۱۹۹۶  |
| ۱۴۹۴۹ | 1996 BA2        | ۲۴ ژانویه ۱۹۹۶  |
| ۱۴۹۵۰ | 1996 BE2        | ۱۸ ژانویه ۱۹۹۶  |
| ۱۴۹۵۱ | 1996 BS2        | ۲۶ ژانویه ۱۹۹۶  |
| ۱۴۹۵۱ | 1996 CQ         | ۱ فوریه ۱۹۹۶    |
| ۱۴۹۵۳ | Bevilacqua      | ۱۳ فوریه ۱۹۹۶   |
| ۱۴۹۵۳ | 1996 DL         | ۱۶ فوریه ۱۹۹۶   |
| ۱۴۹۵۳ | 1996 DX         | ۲۱ فوریه ۱۹۹۶   |
| ۱۴۹۵۶ | 1996 DB1        | ۲۲ فوریه ۱۹۹۶   |
| ۱۴۹۵۷ | 1996 HQ22       | ۲۰ آوریل ۱۹۹۶   |
| ۱۴۹۵۸ | 1996 JK1        | ۱۵ مه ۱۹۹۶      |
| ۱۴۹۵۹ | TRIUMF          | ۹ مه ۱۹۹۶       |
| ۱۴۹۶۰ | Yule            | ۲۱ مه ۱۹۹۶      |
| ۱۴۹۶۱ | d'Auteroche     | ۸ ژوئن ۱۹۹۶     |
| ۱۴۹۶۲ | 1996 TL15       | ۹ اکتبر ۱۹۹۶    |
| ۱۴۹۶۳ | 1996 TM15       | ۱۱ اکتبر ۱۹۹۶   |
| ۱۴۹۶۴ | Robertobacci    | ۲ نوامبر ۱۹۹۶   |
| ۱۴۹۶۵ | Bonk            | ۲۴ مه ۱۹۹۷      |
| ۱۴۹۶۶ | Jurijvega       | ۳۰ ژوئیه ۱۹۹۷   |
| ۱۴۹۶۷ | Madrid          | ۶ اوت ۱۹۹۷      |
| ۱۴۹۶۸ | Kubacek         | ۲۳ اوت ۱۹۹۷     |
| ۱۴۹۶۹ | Willacather     | ۲۸ اوت ۱۹۹۷     |
| ۱۴۹۷۰ | 1997 QA2        | ۲۵ اوت ۱۹۹۷     |
| ۱۴۹۷۱ | 1997 QN3        | ۳۰ اوت ۱۹۹۷     |
| ۱۴۹۷۲ | Olihainaut      | ۳۰ اوت ۱۹۹۷     |
| ۱۴۹۷۳ | Rossirosina     | ۱ سپتامبر ۱۹۹۷  |
| ۱۴۹۷۴ | Pocatky         | ۲۲ سپتامبر ۱۹۹۷ |
| ۱۴۹۷۵ | Serasin         | ۲۴ سپتامبر ۱۹۹۷ |
| ۱۴۹۷۶ | Josefcapek      | ۲۷ سپتامبر ۱۹۹۷ |
| ۱۴۹۷۷ | Bressler        | ۲۶ سپتامبر ۱۹۹۷ |
| ۱۴۹۷۸ | 1997 SD25       | ۳۰ سپتامبر ۱۹۹۷ |
| ۱۴۹۷۹ | 1997 TK1        | ۳ اکتبر ۱۹۹۷    |
| ۱۴۹۸۰ | Gustavbrom      | ۵ اکتبر ۱۹۹۷    |
| ۱۴۹۸۱ | 1997 TY17       | ۶ اکتبر ۱۹۹۷    |
| ۱۴۹۸۲ | 1997 TH19       | ۸ اکتبر ۱۹۹۷    |
| ۱۴۹۸۳ | 1997 TE25       | ۱۲ اکتبر ۱۹۹۷   |
| ۱۴۹۸۴ | 1997 TN26       | ۱۱ اکتبر ۱۹۹۷   |
| ۱۴۹۸۵ | 1997 UU2        | ۲۵ اکتبر ۱۹۹۷   |
| ۱۴۹۸۶ | 1997 UJ3        | ۲۶ اکتبر ۱۹۹۷   |
| ۱۴۹۸۷ | 1997 UT3        | ۲۶ اکتبر ۱۹۹۷   |
| ۱۴۹۸۸ | Tryggvason      | ۲۵ اکتبر ۱۹۹۷   |
| ۱۴۹۸۹ | Tutte           | ۲۵ اکتبر ۱۹۹۷   |
| ۱۴۹۹۰ | Zermelo         | ۳۱ اکتبر ۱۹۹۷   |
| ۱۴۹۹۱ | 1997 UV14       | ۳۱ اکتبر ۱۹۹۷   |
| ۱۴۹۹۲ | 1997 UY14       | ۲۶ اکتبر ۱۹۹۷   |
| ۱۴۹۹۳ | 1997 UC15       | ۲۶ اکتبر ۱۹۹۷   |
| ۱۴۹۹۴ | Uppenkamp       | ۲۸ اکتبر ۱۹۹۷   |
| ۱۴۹۹۵ | Archytas        | ۵ نوامبر ۱۹۹۷   |
| ۱۴۹۹۶ | 1997 VY2        | ۵ نوامبر ۱۹۹۷   |
| ۱۴۹۹۷ | 1997 VD4        | ۱ نوامبر ۱۹۹۷   |
| ۱۴۹۹۸ | 1997 VU6        | ۱ نوامبر ۱۹۹۷   |
| ۱۴۹۹۹ | 1997 VX8        | ۹ نوامبر ۱۹۹۷   |
| ۱۵۰۰۰ | CCD             | ۲۳ نوامبر ۱۹۹۷  |